# Warren G. Harding
Warren Gamaliel Harding (Blooming Grove, Ohio, 2 de noviembre de 1865–San Francisco, California, 2 de agosto de 1923) fue el vigésimo noveno presidente de los Estados Unidos, sirviendo desde 1921 hasta su muerte en 1923. Miembro del Partido Republicano, fue uno de los presidentes estadounidenses en funciones más populares. Después de su muerte, salieron a la luz una serie de escándalos, como el caso Teapot Dome, así como una relación extramatrimonial con Nan Britton, lo que hizo disminuir su reputación.
Accedió a la política tras una exitosa carrera como editor periodístico, en 1900 al ser elegido senador en el estado de Ohio, del que fue vicegobernador entre 1904 y 1906. En 1915 fue elegido miembro del Senado de Estados Unidos por Ohio.
Su conservadurismo, el trato afable y su estrategia electoral de "no hacer enemigos" le convirtieron en el candidato elegido en la Convención Nacional Republicana de 1920. Durante su campaña presidencial, en las postrimerías de la Primera Guerra Mundial, prometió el retorno de la nación a la "normalidad". Su campaña de "Estados Unidos primero" alentó la industrialización y una economía fuerte e independiente de la influencia exterior. Harding se apartó del movimiento progresista que había dominado el Congreso desde el presidente Theodore Roosevelt. En las elecciones de 1920, Harding y su candidato a vicepresidente, Calvin Coolidge, derrotaron al demócrata James M. Cox con una amplia diferencia de 60,36 % a 34,19 %.
Su administración presidencial se caracterizó por otorgar mayor libertad a la iniciativa privada, reducir al mínimo la intervención del Estado federal en los asuntos económicos (tarifas altas, bajos impuestos para las grandes empresas privadas, desreglamentación de toda agencia federal acusada de "restringir" el libre mercado, restricciones al uso del poder ejecutivo en los asuntos sociales...), y por el aislacionismo de Estados Unidos en la política europea y mundial, postura que se vio favorecida por el período de relativa paz que se había inaugurado tras la resolución de la Primera Guerra Mundial, que evitaba dar motivos para la intervención norteamericana.
En materia económica, Harding rompió con el que había sido el programa tradicional de los republicanos: proteccionismo e impuestos altos. Su defensa del gobierno no-intervencionista, que continuarían sus sucesores, lo hizo objeto de crítica por quienes lo acusaban de haber terminado con el progresismo social, redistributivo, que habían defendido los republicanos Roosevelt, Taft y continuado por el demócrata Wilson.
Otro aspecto de la era Harding fue la restrictiva política antiinmigración, que en 1921 estableció todo tipo de trabas para la entrada en el país de orientales y europeos del sur (italianos, griegos, serbios, turcos y judíos), logrando reducir el caudal, aunque la cantidad de personas que llegaban desde esos lugares siguió siendo considerablemente alta.
La otra cara de la moneda de su presidencia son los numerosos casos de corrupción que afloraron sobre todo en los últimos años de su mandato, en la mayoría de los cuales estaban implicados amigos y socios suyos (conocidos como la "pandilla de Ohio", por ser oriundos de dicho Estado, como el presidente).
El principal escándalo de corrupción política fue el de Teapot Dome, que surgió por los sobornos recibidos por un estrecho colaborador de Harding, en relación con unas concesiones petrolíferas. Desde inicios del siglo XX, la marina de guerra de Estados Unidos estaba cambiando el combustible de sus buques de carbón a petróleo y sus derivados, por lo cual en la época del presidente William Howard Taft se estableció que la marina dispusiera de "reservas petrolíferas", que consistían en unas zonas productoras de petróleo. En 1921 Harding dictó una norma que transfería el control de tres de estas "reservas" (Teapot Dome, Elk Hills y Buena Vista) al Departamento del Interior, retirándoselo al Departamento de Marina. Al frente del Departamento de Interior estaba Albert B. Fall, un amigo personal de Harding, quien en complicidad con el secretario de la Armada, Edwin Denby, se valió de sus contactos para otorgar las respectivas concesiones a las compañías de E. L. Doheny y de Harry F. Sinclair. A cambio de otorgar las concesiones a las empresas de Dohey y Sinclair sobre las tres "reservas petrolíferas", Hall recibió sobornos por valor de unos 400.000 dólares (aproximadamente 5,6 millones de dólares al cambio del 2012). Finalmente las concesiones otorgadas por Fall fueron anuladas en 1927 y el propio Fall fue condenado a un año de prisión en 1929.
También fue muy sonado el escándalo que se produjo cuando, tres años después de que en 1921 el gobierno promulgara una ley para administrar las pensiones de los veteranos de guerra, se descubrió que la mayoría de estos fondos fueron sustraídos por su administrador (coronel Charles Forbes), que también traficaba con licores y narcóticos. Más aún, el escándalo creció cuando se supo que Forbes había vendido suministros médicos sobrantes de la Primera Guerra Mundial a hospitales privados, por un valor muy bajo, pero cobrando sobornos de los compradores privados por estas ofertas. Asimismo, el mayor financiador de la campaña presidencial de Harding, Harry M. Daugherty, aprovechó ciertas informaciones privilegiadas para sacar grandes sumas de dinero con la venta de propiedades del Estado.
Warren G. Harding tuvo varias relaciones extramatrimoniales a lo largo de su vida. Una de ellas, Nan Britton, cuya relación con Harding había permanecido oculta y que había nacido en Marlon Ohio, la localidad de residencia del presidente, publicó cuatro años después del fallecimiento de este, The President's Daughter, en el que hacía público que Elizabeth Ann Blaesing era hija de Harding. El libro fue vendido de casa en casa de una manera semiclandestina y su contenido fue considerado prácticamente pornográfico por los detalles escabrosos que se narraban sobre las relaciones sexuales entre Harding y Britton. Aunque su familia siempre consideró que Harding era un hombre estéril, en 2015 y a través de los análisis de ADN realizados por ancestry.com, se ha podido establecer que Harding era el padre de Elizabeth Ann Blaesing.

## Juventud e inicios de carrera política

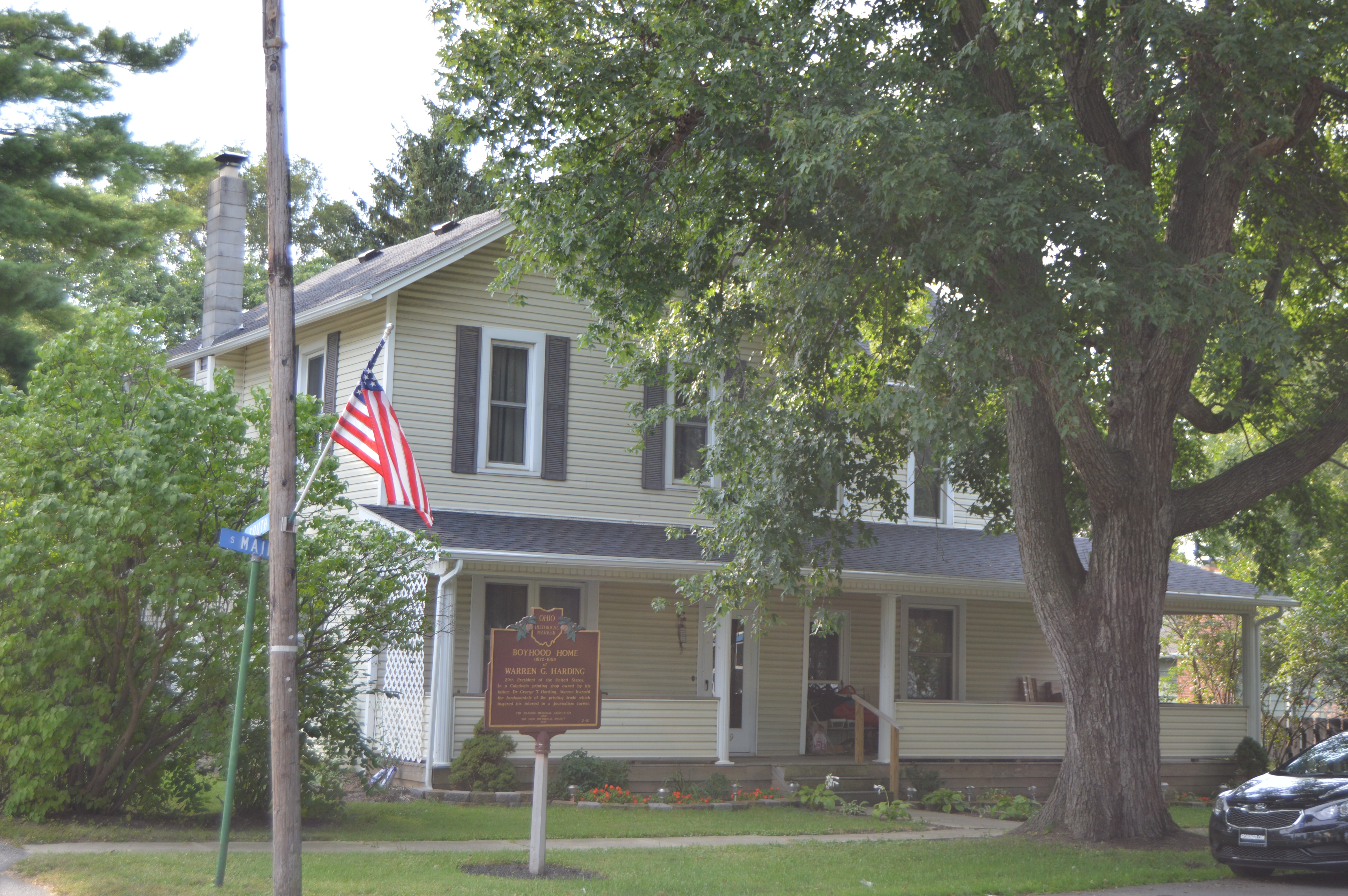
Casa natal de Harding en Caledonia

### Infancia y educación
Harding nació el 2 de noviembre de 1865 en Blooming Grove, Ohio. Su familia le puso el diminutivo de «Winnie»; era el mayor de los ocho hijos de George Tryon Harding (1843-1928; al que se conoce habitualmente como Tryon) y Phoebe Elizabeth Dickerson (1843-1910). Phoebe era comadrona; Tryon, granjero, y enseñaba en la escuela del cercano Mount Gilead. Merced a las prácticas realizadas como aprendiz, al estudio propio y a la asistencia durante un año a una escuela médica, Tryon obtuvo el título de doctor en medicina y abrió una pequeña consulta. Algunos de los antepasados maternos de Harding eran holandeses, y entre ellos se contaban la célebre familia Van Kirk. Harding tenía también antepasados ingleses, escoceses y galeses.
En Blooming Grove se rumoreaba que una de las bisabuelas de Harding había sido afrodescendiente. Su tatarabuelo Amos Harding afirmaba que el rumor lo había propagado un ladrón al que la familia había capturado cuando robaba en su casa, con el fin de vengarse de la familia o de chantajearla. Incluso tras el fallecimiento de Harding en 1923, hubo afroamericanos que afirmaron ser parientes del presidente fallecido. El misterio se resolvió en 2015, cuando se realizaron pruebas genéticas a los descendientes del difunto presidente, que demostraron que en las últimas cuatro generaciones anteriores a Harding no había personas de origen subsahariano, con un 95 % de probabilidad. La familia Harding, abolicionista, se mudó a Caledonia (Ohio), donde Tryon compró un periódico local, The Argus. Fue en este diario en el que Harding comenzó a aprender los rudimentos del periodismo a partir de los once años.
A finales de 1879, con catorce años, Harding ingresó en la alma mater paterna —el Ohio Central College, ubicado en Iberia— en el que destacó como alumno aplicado. Entre él y un amigo publicaron un pequeño periódico el último año de estudios en la Ohio Central, el Iberia Spectator, dirigido tanto a la universidad como a la ciudad que la albergaba. Durante ese año, la familia se trasladó a Marion, a unos diez kilómetros de Caledonia; cuando Harding se graduó en 1882, se instaló allí con el resto de la familia.

### Editor

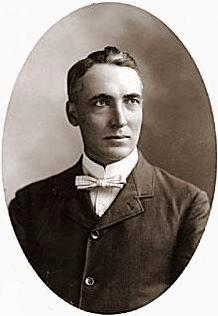
Harding, en torno a 1882

Cuando Harding era joven, la mayoría de la población estadounidense vivía en granjas y pequeñas ciudades. Él mismo pasó gran parte de su vida en Marion, una pequeña ciudad del Ohio rural, a la que su imagen pública quedó asociada. Cuando obtuvo puestos de responsabilidad, proclamó su cariño por la localidad y su forma de vida; contaba la historia de la gran cantidad de jóvenes de la ciudad que habían triunfado tras emigrar y la confrontaba con la del hombre, antiguo mejor alumno de la escuela, que se había quedado en Marion y era limpiador, pero que era el más feliz de todos ellos.
Tras graduarse, trabajó brevemente de maestro y de vendedor de seguros y comenzó a estudiar Derecho, aunque pronto lo abandonó. Reunió trescientos dólares con algunos inversores para comprar un periódico en decadencia, el The Marion Star, el de menor tirada de los tres con los que contaba la ciudad y el único que se publicaba a diario. Con tan solo dieciocho años, el joven Harding empleó el bono de ferrocarriles que tenía el periódico que acababa de comprar para asistir a la convención republicana de 1884, en la que se mezcló con otros periodistas más veteranos y apoyó al candidato a la Presidencia, el antiguo secretario de Estado James G. Blaine. Harding volvió de Chicago y se encontró que su periódico lo había secuestrado el comisario. Durante le campaña electoral, Harding trabajó para el Democratic Mirror de Marion, pero no le gustó tener que ensalzar al aspirante demócrata, el gobernador de Nueva York Grover Cleveland, que acabó ganando las elecciones. Luego, merced a la ayuda monetaria de su padre, Harding recuperó su periódico.
En los últimos años de la década de 1880, Harding se dedicó a mejorar la situación del Star. La ciudad de Marion era principalmente republicana (como el estado en general), pero el condado homónimo, por el contrario, era mayoritariamente demócrata. En consecuencia, Harding adoptó una línea editorial moderada y proclamó que su periódico no era partidista; su edición semanal era en realidad moderadamente favorable a los republicanos. Esta actitud atrajo a los anunciantes y arruinó a los semanarios republicanos. Según el biógrafo de Harding, Andrew Sinclair:

El éxito de Harding con el Star siguió el modelo de Horatio Alger. Empezó en la nada y, gracias a su industria, a uso de artimañas, de atrasar los pagos pendientes, de faroles, de apropiarse de los salarios de los empleados como préstamos forzosos y de manipular, hizo de un periódico al borde la ruina un diario influyente de la pequeña ciudad. Gran parte de su éxito se debió a su atractivo, su carácter afable, su entusiasmo y porfía, pero también a la suerte. Como Maquiavelo indicó, la habilidad vale mucho, pero de nada sin suerte.

La población de Marion aumentó de cuatro mil habitantes en 1880 a ocho mil en 1890 y a doce mil en 1900. Este crecimiento favoreció al Star; Harding, a su vez, trató de fomentar el desarrollo de la localidad, comprando participaciones en muchas de las empresas del municipio. Aunque algunas resultaron malas inversiones, en general le permitieron ganar dinero; cuando falleció en 1923, tenía un patrimonio de ochocientos cincuenta mil dólares. Según el biógrafo de Harding John Dean, antiguo consejero del presidente: «la influencia de Harding era la de un activista que empleaba el editorial de su periódico para participar e influir en todas las actividades de la ciudad». Hasta comienzos del siglo XXI, Harding ha sido el único presidente estadounidense que ha trabajado de periodista. Como tal, apoyó con vehemencia al gobernador republicano Joseph B. Foraker.
La esposa de Harding, Florence Kling, era cinco años mayor que él e hija de un banquero y promotor local. Amos Kling estaba acostumbrado a mandar, pero Harding le criticaba acerbamente en el periódico. Amos había hecho a Florence partícipe de sus actividades desde niña. Terca como su padre, esta chocó con su progenitor cuando terminó sus estudios en el conservatorio. Florence se fugó con Pete de Wolfe, pero luego regresó a Marion sin él, pero con un niño, Marshall; Amos accedió a criar al niño, pero no a mantener a su hija, que tuvo que ganarse la vida como profesora de piano. Una de sus alumnas era la hermana de Harding, Charity. En 1886, Kling se había divorciado de su primer marido y mantenía relaciones con Harding, aunque no se sabe con certeza quién cortejaba a quién.
La relación entre Florence y Harding frustró la reconciliación entre ella y su padre, pues Amos creía que los Harding tenían antepasados africanos y estaba enojado por las críticas en los editoriales del Star. Amos comenzó a difundir los rumores sobre el origen africano de algunos antepasados de los Harding y fomentó el boicoteo de los negocios de Warren. Cuando este se enteró, lo amenazó. Warren y Florence finalmente se casaron en su nueva casa en la avenida de Mount Vernon de Marion —que habían diseñado juntos en estilo reina Ana— el 8 de julio de 1891. El matrimonio no tuvo hijos. Warren Harding llamaba cariñosamente a su esposa «la duquesa», por un personaje de una serie que publicaba el The New York Sun, en el que esta se dedicaba a vigilar tanto al duque como su dinero y se encargaba de que todas sus actividades se realizasen con eficiencia.
Florence participó intensamente en la carrera de su marido, tanto en el Star como en la política. Con la misma habilidad que su padre para los negocios y su mismo carácter decidido, coadyuvó para transformar el Star en un periódico rentable encargándose de la distribución. Se cree que tuvo un papel crucial en la carrera de su esposo y que pudo ser incluso la que lo impulsó a hacerse presidente del país.

### Comienzos políticos
Poco después de adquirir el Star, Harding empezó a interesarse por la política; apoyó a Foraker en su primera campaña, que le permitió alcanzar el cargo de gobernador en 1885. Foraker pertenecía a la generación de la guerra que disputaba el poder en el estado a una generación de políticos de más edad como el senador John Sherman. Harding, siempre leal al partido, respaldó a Foraker en las luchas intestinas de los republicanos de Ohio. Harding toleraba a los demócratas, pero despreciaba a los republicanos que abandonaban el partido para afiliarse a otros partidos que no fuesen el rival tradicional. Participó como delegado en la convención estatal republicana en 1888, con veintidós años, en representación del condado de Marion y, a partir de entonces, en casi todas las que las siguieron hasta que obtuvo la Presidencia del país. La formación política de Harding se dio en un momento, las últimas décadas del siglo XIX, de gran desarrollo económico con escasa regulación estatal y gran poder del Parlamento y de los estados y no de los presidentes, características que luego marcaron su forma de gobernar.
La dedicación de Harding al periódico acabó por afectar a su salud. En cinco ocasiones entre 1889 y 1901, tuvo que ingresar en el sanatorio de Battle Creek aquejado de fatiga, tensión y desórdenes nerviosos, según Sinclair. Dean, por el contrario, afirma que en realidad ingresó para tratarse la enfermedad cardíaca que acabó matándolo en 1923. Durante uno de sus periodos de hospital, en 1894, el gestor del Star se despidió y su puesto lo asumió la esposa de Harding. Desde entonces, fue la principal colaboradora de su marido en los aspectos empresariales del periódico, hasta que el matrimonio se mudó a Washington en 1915. Su ayuda y competencia le permitieron a Harding ausentarse para dar discursos. Florence llevaba una contabilidad rigurosa y no desperdiciaba ni un centavo de las ganancias del negocio: a veces, enviaba a su esposo con cubos de monedas para que los ingresase en el banco. De este llegó a afirmar: «le va bien cuando me hace caso y mal cuando no».
En 1892, Harding viajó a Washington, donde se reunió con el diputado demócrata de Nebraska William Jennings Bryan, a cuyas intervenciones en el Congreso asistió. Harding visitó además la Exposición Mundial Colombina de Chicago en 1893. Ambos viajes los realizó sin su mujer.
Los demócratas solían ganar las elecciones del condado de Marion; así, cuando Harding se presentó a auditor en 1895, perdió la votación, aunque quedó mejor parado de lo que se esperaba. Al año siguiente, fue uno de los muchos oradores que recorrieron el estado para hacer campaña por el candidato republicano William McKinley, que había sido gobernador de Ohio. Según Dean, fue esta campaña la que lo dio a conocer en el estado.

## Primeros cargos políticos (1897-1919)

### Senador del estado
Harding estaba interesado en volver a presentarse a un cargo público. Aunque había respaldado desde hacía tiempo a Foraker (por entonces senador nacional), había mantenido buenas relaciones con la otra fracción del partido en Ohio, la que encabezaba el también senador, Mark Hanna, colaborador de McKinley y presidente del Comité Nacional Republicano (CNR). Tanto Foraker como Hanna lo apoyaron cuando se presentó al Senado estatal en 1899; fue elegido candidato del partido y obtuvo un escaño con facilidad.
Cuando Harding fue elegido, era casi completamente desconocido, pero cuando concluyó su mandato, era una las figuras más populares del partido en Ohio. Sosegado y humilde en público, se ganó el favor de sus correligionarios, al tiempo que fue ascendiendo en el seno de la formación política. Los dirigentes del Parlamento le consultaban en los asuntos espinosos. Aunque lo habitual por entonces era que los senadores de Ohio solo fungiesen un mandato, Harding volvió a presentarse al cargo en 1901. Después del asesinato de McKinley en septiembre (le sustituyó el vicepresidente Theodore Roosevelt), el interés por la política decayó en Ohio. En noviembre, Harding fue reelegido, con una mayoría superior a que había lograron en la elección anterior, 3563 votos.
Como la mayoría de los políticos de la época, Harding aceptaba que los favores políticos tenían que pagarse mediante el patronazgo y el desfalco y también pecó de nepotismo. Así, nombró a su hermana Mary (ciega) maestra en la escuela de Ohio para invidentes, aunque había candidatos más aptos para el puesto; además ofreció publicidad en su periódico a cambio de pases de ferrocarril para él y su familia. Según Sinclair, es improbable que Harding pensase que estaba haciendo algo incorrecto al aprovechar las ventajas del puesto; el patrocinio y los favores eran el sistema habitual de recompensar el servicio al partido en tiempos de Hanna.
Poco después de obtener el puesto de senador estatal, Harding conoció a Harry M. Daugherty, que desempeñó un papel importante en su carrera. Candidato veterano que había sido diputado en dos ocasiones en la Cámara Baja del estado a principios de la década de 1890, Daugherty era experto en los vericuetos políticos de la capital del estado, Columbus. Tras conocer a Harding, Daugherty exclamó: «¡Caramba! Sería un presidente de lo más atractivo».

### Dirigente de Ohio
A principios de 1903, Harding se proclamó candidato a gobernador de Ohio, aprovechando la retirada del favorito, el diputado Charles Dick. Hanna y George Cox creían que Harding no saldría elegido por su relación con Foraker —a comienzos de la época de reformas en los Estados Unidos, los votantes veían cada vez peor la concesión de favores políticos y las actividades de los dirigentes como Foraker—. En consecuencia, convencieron al banquero de Cleveland Myron T. Herrick, amigo de McKinley, para que se presentase al cargo. Herrick también podía quitarle votos al rival demócrata, el alcalde reformista de Cleveland Tom L. Johnson. Como tenía escasas posibilidades de ser elegido candidato republicano al gobierno del estado, Harding trató de que lo eligiesen al menos aspirante a vicegobernador; finalmente Herrick y Harding fueron elegidos por aclamación. Tanto Foraker como Hanna (que murió de fiebres tifoideas en febrero de 1904) hicieron campaña por la llamada, «candidatura de las cuatro haches». Herrick y Harding acabaron venciendo con amplia mayoría.
Tras la toma de posesión, Herrick cometió algunos errores notables que le hicieron perder el respaldo de algunos importantes votantes republicanos; se enemistó con los granjeros al oponerse a fundar una escuela agrícola. Según Sinclair, Harding, por el contrario, apenas tenía labor, pero la desempeñó con brillantez. Presidía el Senado estatal, lo que le permitió aumentar sus contactos políticos. Harding y otros pensaban que podría obtener en puesto de gobernador en 1905, pero Herrick rehusó retirarse. A principios de 1905, Harding anunció que aceptaría la candidatura a gobernador si se la ofrecían, lo que disgustó a algunos jefes del partido como Cox, Foraker y Dick (el sucesor de Hanna en el Senado); a causa de esto, decidió no postularse a ningún cargo público en 1905. Herrick perdió las elecciones, pero no así su compañero de candidatura, Andrew L. Harris, que obtuvo el puesto de gobernador al fallecer a los cinco meses el demócrata John M. Pattison. Un funcionario republicano le preguntó entonces a Harding si no lamentaba que Dick no le hubiese permitido presentarse a vicegobernador.

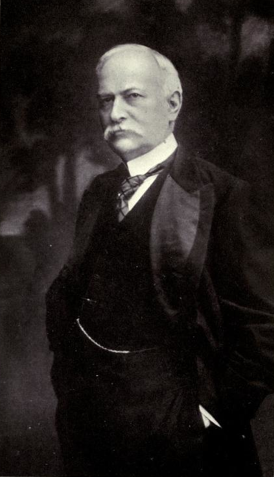
El senador Joseph B. Foraker en 1908, su último año en el puesto antes de perderlo junto con la candidatura a la Presidencia del país.

En 1908 tuvieron lugar elecciones presidenciales y senatoriales. El senador Foraker se había enemistado con el presidente Roosevelt a causa del escándalo Brownsville. Aunque Foraker tenía escasas posibilidades de ganar, trató de que el partido lo escogiese aspirante a la Presidencia en lugar de al secretario de Defensa William Howard Taft, que en principio debía suceder a Roosevelt. El 6 de enero de 1908, el Star de Harding proclamó su apoyo a Foraker y criticó a Roosevelt por tratar de destruir la carrera del senador por un asunto de ética. El 22 de enero, el Star cambió de bando y respaldó a Taft, creyendo que Foraker sería derrotado en la competición por la candidatura. Según Sinclair, el cambio de posición de Harding se debió a las presiones que recibió y no fue voluntario. En todo caso, el cambio de candidato le permitió a Harding no hundirse con su antiguo patrón: Foraker no solo no fue candidato a la Presidencia, sino que tampoco pudo mantener su escaño en el Senado, del que había disfrutado en dos legislaturas. La supervivencia política de Harding también se debió a las simpatías que despertaba en la corriente progresista de los republicanos, que también le debía favores y que entonces dominaba el partido en Ohio.
En 1910 el partido lo designó aspirante a gobernador del estado. Por entonces la formación estaba muy dividida entre las corrientes conservadora y progresista y no pudo vencer a los demócratas, más cohesionados; Harding perdió ante el gobernador Judson Harmon. Harry Daugherty había dirigido la campaña de Harding, pero este no lo culpó de la derrota. Pese a las crecientes diferencias entre ambos, tanto el presidente Taft como el expresidente Roosevelt acudieron a Ohio para participar en la campaña de Harding, pero sus desavenencias dividieron al partido y allanaron su derrota.
Las diferencias internas aumentaron tanto que, en 1912, Taft y Roosevelt se enfrentaron por la candidatura a la Presidencia. La convención del partido estuvo muy dividida. Harding presentó la candidatura de Taft a petición de este; su discurso fue mal recibido por los delegados. Taft obtuvo la victoria en la convención, pero no pudo evitar que Roosevelt y sus seguidores abandonasen el partido. Harding, republicano acérrimo, respaldó a Taft. El voto tradicionalmente republicano se dividió entre las dos candidaturas: la de Taft, el aspirante del partido, y la de Roosevelt, que se presentó por el Partido Progresista. Esto le permitió al candidato demócrata, el gobernador de Nueva Jersey Woodrow Wilson, vencer en las elecciones.

### Senador nacional

#### Elecciones de 1914
El diputado Theodore Burton había sido elegido senador en lugar de Foraker en 1909, y anunció que se presentaría a la reelección en 1914. Para entonces ya se había ratificado la Decimoséptima Enmienda a la Constitución de los Estados Unidos, que permitía la elección directa de los senadores, y Ohio había instaurado elecciones primarias para ello. Foraker y el antiguo diputado Ralph D. Cole se habían presentado a estas. Cuando Burton se retiró, Foraker quedó favorito, pero su republicanismo de la vieja escuela había quedado vetusto, por lo que algunos animaron a Harding a competir con él. Daugherty se atribuyó el mérito de haberlo persuadido. Según Randolph Downes, biógrafo de Harding, este llevó a cabo una campaña en la que evitó todo roce con sus rivales republicanos, centrándose en las críticas a los demócratas. Si bien Harding no atacó a Foraker, sí que lo hicieron sus partidarios. Finalmente Harding ganó las votaciones primarias con una ventaja de doce mil votos frente a Foraker.
El rival de Harding en el estado era el fiscal general de Ohio Timothy Hogan, que había obtenido el puesto pese a que la hostilidad a los católicos estaba muy extendida en las zonas rurales del estado. En 1914, el comienzo de la Primera Guerra Mundial y la posibilidad de que un católico se hiciese con el cargo de senador en Ohio acentuó el «nativismo». Panfletos con nombres como The Menace (La amenaza) y The Defender (El defensor) afirmaban que Hogan era parte de una confabulación del papa Benedicto XV para dominar Ohio mediante el uso de los Caballeros de Colón. Harding se abstuvo de criticar a Hogan, al que le unía una vieja amistad y con el que coincidía en la mayoría de los asuntos que se discutían en la campaña, pero no denunció la xenofobia que sufrió su adversario.
La conciliadora actitud de Harding en la campaña lo benefició, pese a que uno de sus amigos calificó sus repetitivos discursos como «una mezcla altisonante y confusa de tópicos, patriotismo y disparates». Dean, sin embargo, señala que venció gracias a su oratoria y que lo hizo sin granjearse demasiados enemigos. Harding ganó con una ventaja de más de cien mil votos; el estado eligió también a un gobernador republicano, Frank B. Willis.

#### Senador novato
Cuando Harding ingresó en el Senado nacional en 1915, los demócratas tenían mayoría en las dos Cámaras y el presidente, Woodrow Wilson, también pertenecía a esta formación política. Como novato del partido de la oposición, a Harding se le asignaron labores secundarias en los comités del Senado que, no obstante, desempeñó con esmero. Fiel al partido en las votaciones, pertenecía a su corriente conservadora. Como ya había sucedido durante su periodo en el Senado de Ohio, se granjeó amplias simpatías.
En dos asuntos (el voto femenino y la prohibición de las bebidas alcohólicas) que podían haber menguado sus posibilidades de presentarse a las elecciones presidenciales de 1920, Harding logró salir indemne adoptando una posición intermedia. Afirmó que, como senador electo por el estado, no podía apoyar la concesión del derecho al sufragio de las mujeres hasta que lo hiciese su estado. Como el electorado era cada vez más favorable a otorgarlo y también lo eran los senadores republicanos, para cuando el asunto se votó en el Congreso, Harding ya se había transformado en un ardiente defensor del voto femenino. Harding, bebedor, al principio votó en contra de la prohibición de las bebidas alcohólicas. Luego votó en favor de la Decimoctava Enmienda a la Constitución de los Estados Unidos tras lograr imponer un tiempo para que fuese ratificada, condición que se esperaba que la anulase. Cuando se ratificó, Harding votó en favor de anular el veto del presidente a la Ley Volstead, que servía para desarrollar la enmienda; así se ganó el apoyo de la Liga Antialcohólica.
Como gozaba del respeto tanto de los republicanos como de los progresistas, a Harding se le pidió que presidiese temporalmente la convención republicana de 1916 y que diese el discurso principal de la reunión. En él Harding instó a los delegados a respaldar la reunión del partido. La convención escogió al juez Charles Evans Hughes para que se presentase a las elecciones presidenciales. Harding trató de reconciliar a Roosevelt con el partido después de que el expresidente rehusase presentarse por los progresistas, lo que en la práctica hundió al nuevo partido. En las elecciones de ese año y a pesar de que los republicanos estaban comenzando a reunir fuerzas nuevamente, Hughes perdió ante Wilson, aunque por escasa diferencia.
Harding respaldó la declaración de guerra propugnada por el presidente Wilson en abril de 1917, que hizo que el país entrase en la Primera Guerra Mundial. En agosto, se mostró favorable a conceder al presidente plenos poderes, afirmando que la democracia no era un sistema adecuado para una contienda. Votó a favor de la mayoría de la legislación relativa a la guerra, incluida la ley de Espionaje de 1917, que limitó los derechos civiles, aunque se opuso al impuesto sobre los beneficios obtenidos merced a la guerra, que consideraba perjudicial para las empresas. En mayo de 1918, cuando ya había perdido parte de su inicial entusiasmo por Wilson, se opuso a concederle nuevos poderes. Al concluir la contienda, sin embargo, fue de los primeros en abogar por la abolición de las medidas extraordinarias de control que se habían aprobado durante la guerra.
En las elecciones de 1918, celebradas a mitad del mandato de Wilson y justo antes de que se firmase el armisticio en Europa, los republicanos obtuvieron una mínima mayoría en el Senado. A Harding se lo nombró miembro del Comité del Senado para Relaciones Exteriores. Sin embargo, Wilson no se hizo acompañar por ningún senador cuando marchó a la Conferencia de Paz de París, seguro de poder aprobar el tratado de paz en el Senado gracias al apoyo del pueblo. En efecto, cuando regresó a los Estados Unidos, la gran mayoría de la población estaba a favor del tratado de paz, que establecía esta y fundaba la Sociedad de Naciones. A muchos senadores les disgustaba el artículo X de los estatutos de la Sociedad, que obligaba a los Estados miembros a defender a cualquier nación que perteneciese a la organización y que fuese atacada, pues entendían que el país se comprometía así a entrar en guerra sin que lo aprobase necesariamente el Congreso. Harding fue uno de los treinta senadores que firmaron la declaración pública en contra de la nueva organización internacional. Cuando el presidente invitó al Comité del Senado para Relaciones Exteriores a la Casa Blanca para tratar oficiosamente el asunto, Harding le preguntó a Wilson por el artículo X; este se limitó a responder con evasivas. El Senado trató la cuestión del tratado de paz en septiembre de 1919; Harding intervino para oponerse a él. Para entonces el presidente había sufrido un ataque mientras se encontraba de gira por el país; con el presidente incapacitado y menor apoyo popular al tratado, este fue rechazado por las Cámaras.

## Elecciones presidenciales de 1920

### Primarias

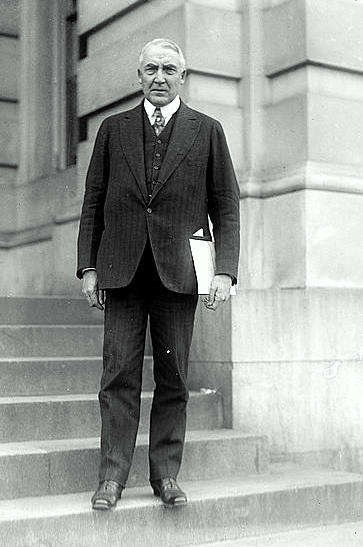
Warren G. Harding hacia 1919

Como la mayoría de los progresistas habían vuelto a ingresar en el Partido Republicano, se pensó que su antiguo dirigente y expresidente Theodore Roosevelt se presentaría a la presidencia para obtener un tercer mandato en 1920; era el claro favorito para hacerse con la candidatura republicana. Pero estos planes se frustraron cuando Roosevelt falleció inopinadamente el 6 de enero de 1919. Surgieron de inmediato varios aspirantes para sustituirlo, entre ellos el general Leonard Wood, el gobernador de Illinois Frank Lowden, el senador de California Hiram Johnson, y otros con menos posibilidades de alzarse con la candidatura como Herbert Hoover (famoso por su labor de ayuda a los civiles durante la guerra mundial), el gobernador de Massachusetts Calvin Coolidge o el general John J. Pershing.
La candidatura de Harding se debía a dos motivos principales: la obvia de tratar de hacerse con la Presidencia del país y la menos evidente de mantener el dominio del partido en Ohio y su escaño en el Senado. Varios anhelaban el puesto de senador de Harding, entre ellos el antiguo gobernador Willis (al que había vencido James M. Cox en 1916) y el coronel William Cooper Procter (presidente de Procter & Gamble). El 17 de diciembre de 1919, Harding anunció que se postulaba a la presidencia en un discurso discreto. A algunos importantes dirigentes del partido no les gustaba ni Wood ni Johnson, que provenían de la corriente progresista, ni tampoco Lowden, al que tenían por demasiado independiente. Harding, por el contrario, era mucho mejor visto por la vieja guardia de los republicanos.
Daugherty dirigió la campaña de Harding y se encargó de que ninguno de los demás candidatos obtuviese mayoría en las votaciones. Su estrategia era hacer de Harding una alternativa aceptable para cuando los favoritos hubiesen fracasado en obtener la candidatura presidencial. Daugherty estableció la sede de campaña en Washington (que gestionaba su colaborador Jess Smith) y formó una red de partidarios y amigos del candidato, entre los que se contaba el texano Frank Scobey, que había trabajado en el Senado de Ohio durante los años en los que Harding había sido senador en el estado. Harding trató de ganarse apoyos mediante una correspondencia incesante a los posibles partidarios. Según Russell, fue la labor «mefistofélica» de Daugherty y no sus esfuerzos los que hicieron triunfar su candidatura.
El 1920 solo se celebraron dieciséis elecciones primarias, de las que la más importante para Harding fue la de Ohio. Para obtener la candidatura presidencial, Harding necesitaba partidarios en la convención que la elegiría, por lo que Wood trató de vencer en Ohio para que tuviese que renunciar. Wood hizo campaña en el estado natal de su rival y su partidario Procter gastó en ella gran cantidad de dinero; Harding, por su parte, adoptó la misma táctica de evitar enfrentamientos con sus rivales, como ya había hecho en 1914. Harding y Daugherty estaban convencidos de que iban a obtener los cuarenta y ocho delegados de Ohio, por lo que pronto pasaron a hacer campaña en el vecino estado de Indiana, incluso antes de las votaciones en Ohio, que tuvieron lugar el 27 de abril. En Ohio Harding venció a Wood, pero solo con quince mil votos de ventaja y menos de la mitad de los votos: obtuvo treinta y nueve de los cuarenta y ocho delegados del estado. En Indiana, Harding acabó cuarto con menos del diez por ciento de los votos y se quedó sin delegados. Pese a los malos resultados que le hicieron sopesar retirarse de la competición, se mantuvo en ella por insistencia de su esposa.
Tras reponerse de la impresión que le causaron los malos resultados de las primarias, viajó a Boston a dar un discurso que marcó las elecciones de 1920. En él afirmó que los Estados Unidos necesitaban recuperar la normalidad y restablecer la situación anterior a la guerra. La posición de Harding satisfizo a la mayoría de los votantes.

### Convención republicana
La convención republicana de 1920 se reunió en el Chicago Coliseum el 8 de junio; los asistentes estaban muy divididos en sus preferencias y las desavenencias se habían agudizado a causa de los resultados de una investigación senatorial sobre los gastos de las campañas electorales, que se acababan de publicar. El informe de las pesquisas afirmaba que Wood se había gastado un millón ochocientos mil dólares, lo que parecía confirmar la acusación de Johnson de que aquel pretendía comprar la presidencia. Parte de los seiscientos mil dólares que se había gastado Lowden había acabado en manos de dos delegados de la convención. Johnson había empleado ciento noventa y cuatro mil dólares en la campaña y Harding, ciento trece mil. Se creía que Johnson había instigado la investigación, lo que disgustó hondamente a los partidarios de Lowden y Wood e impidió que pudiesen pactar entre ellos. De los casi mil delegados, veintisiete eran mujeres —la Decimonovena Enmienda a la Constitución de los Estados Unidos, que concedía el sufragio a las mujeres, estaba a punto de ser aprobada, pues solo faltaba que la refrendase un estado (lo fue en agosto)—. La convención carecía de jefe, por lo que los delegados votaban según sus preferencias; como el presidente era demócrata, los dirigentes del partido no podían conceder favores gubernamentales para granjearse sus votos y elegir a su favorito.
Los periodistas creyeron que Harding tenía escasas posibilidades de ser escogido por sus malos resultados en las primarias. Harding, que se encontraba en Chicago como el resto de aspirantes a la candidatura para supervisar su campaña, había acabado sexto en la encuesta de predilección pública, por detrás tanto de los tres favoritos como del exjuez Hughes y Herbert Hoover, y por delante de Coolidge por escaso margen.
Tras zanjar algunas cuestiones, la convención pasó a la elección de los candidatos a presidente el 11 de junio. Harding había solicitado a Willis que presentase su candidatura y este lo hizo en un discurso breve y popular que gustó a los delegados, cansados por el intenso calor que atenazaba la ciudad. El periodista Mark Sullivan, presente en el discurso, lo llamó una espléndida combinación de oratoria, ópera y reclamo. Willis, fingiendo hacer una confidencia a los delegados, se inclinó sobre el estrado y dijo: «eh, muchachos —y muchachas también— ¿por qué no postulamos a Warren Harding?». Las risas y aplausos con los que se recibió la broma de Willis crearon un ambiente favorable a Harding. A este se le tenía por un político conciliador, hábil y con gran intuición para aprehender los sentimientos de la población.
Por la tarde se hicieron cuatro votaciones, que evidenciaron el estancamiento en la elección de candidato. El ganador necesitaba obtener cuatrocientos noventa y tres votos, y Wood era el que estaba más cerca de conseguirlos, con trescientos catorce; le seguía Lowdon, con doscientos ochenta y nueve. Harding, por su parte, apenas alcanzó los sesenta y cinco. El presidente Henry Cabot Lodge de Massachusetts, jefe de la delegación en el Senado —por entonces dominado por los republicanos—, dio un descanso a los delegados hasta las siete de la tarde.
La noche del 11 de junio se conoce en la historia del país como la de la «habitación llena de humo», en la que se supone que los notables del partido decidieron que se eligiese candidato a Harding. En efecto, los dirigentes del partido pasaron esa noche visitando la habitación del presidente del comité del partido Will Hays en el hotel Blackstone para estudiar a los distintos posibles candidatos. El senador de Utah Reed Smoot, antes de marcharse a comienzo de la noche, abogó por Harding, convencido de que los demócratas postularían al gobernador Cox y que teniendo a Harding podrían vencer a estos en Ohio. Smoot comunicó al The New York Times que se había llegado a un acuerdo para presentar a Harding, pero que no se lo escogería de inmediato, sino tras varias votaciones más. En realidad, no hubo ni acuerdo ni unanimidad en favor de Harding ni los senadores tenían poder suficiente para imponer a su favorito, si lo hubiesen tenido. Otros dos participantes en las reuniones de esa noche en el Blackstone, el senador de Kansas Charles Curtis y el coronel George Brinton McClellan Harvey, amigo íntimo de Hays, auguraron a la prensa que Harding saldría elegido, pero por las debilidades del resto de aspirantes.
Según la narración del coronel Harvey sobre lo acontecido esa noche, él convocó a Harding de madrugada para comunicarle que sería el candidato republicano a la Presidencia. Harvey le preguntó si había algo en su pasado que pudiese perjudicar su candidatura, a lo que Harding, pese a que había tenido al menos un lío de faldas, respondió que no. Murray, el biógrafo del presidente, indica que no existe otra prueba que la afirmación de Harvey de que Harding acudiese esa noche a la famosa habitación y que, sin embargo, otros de los que estuvieron en ella niegan que Harding la visitase. Harding confiaba tan poco en ser elegido que solicitó presentarse de nuevo al Senado, pese a que Daugherty seguía haciendo campaña por él entre los delegados.
Cuando los delegados volvieron a reunirse la mañana del 12 de junio, corrió el rumor, falso, de que un grupo de senadores apoyaba a Harding, lo que favoreció a este. En las siguientes cuatro votaciones, el número de sufragios de Harding aumentó progresivamente, mientras que los de los favoritos se estancaban. Lodge dio un descanso de tres horas, lo que irritó a Daugherty, que se encaró con él. Lodge y otros trataron de aprovechar el receso para frenar a Harding y tratar de dar la candidatura al presidente del comité del partido, Hays, que se negó a participar en la maniobra. En la novena votación, la mayoría de los delegados, 374, votaron por Harding; 249 lo hicieron por Wood y 121, por Lowden, mientras que Johnson se quedó con apenas 83. Lowden cedió entonces sus apoyos a Harding; esto hizo que en la décima votación, celebrada a las seis de la tarde, este obtuviese 672 votos frente a los 156 de Wood y fuese elegido candidato a la Presidencia. Los delegados, que deseaban abandonar cuanto antes la ciudad para dejar de sufragar los gastos de alojamiento, se apresuraron entonces a escoger al aspirante a vicepresidente. Harding deseaba que fuese elegido el senador Irvine Lenroot de Wisconsin, que, sin embargo, no deseaba presentarse; antes de que pudiese retirarse, un delegado de Oregón propuso al gobernador Coolidge, sugerencia que los delegados aclamaron. Coolidge, que gozaba de simpatías por su desbaratamiento de la huelga de policía de Boston de 1919, fue elegido aún con mayor respaldo que Harding.

### Campaña electoral

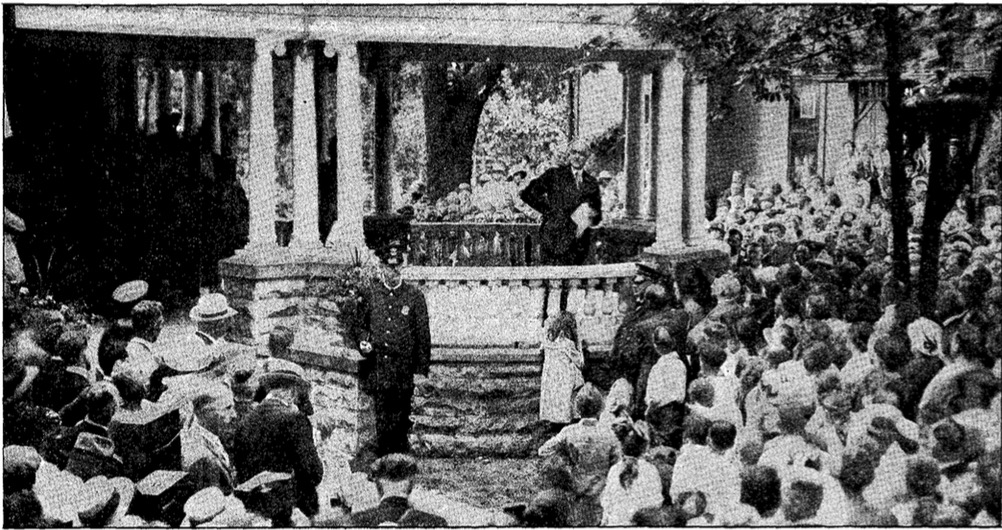
Harding acepta la candidatura republicana el 22 de julio de 1920. Llevó a cabo una campaña discreta, sin grandes giras por el país.

La prensa filorrepublicana apoyó a la candidatura de Harding y Coolidge, que no fue bien recibida por otros medios. El New York World afirmó que Harding era el candidato menos preparado para la Presidencia desde James Buchanan, y tildó al senador de Ohio de «débil y mediocre» y de carecer por completo de ideas originales. Los periódicos de Hearst llamaron al candidato «abanderado de la autocracia senatorial». El The New York Times lo describió como un «respetabilísimo político de Ohio de segunda fila».
Por su parte, la convención del Partido Demócrata comenzó en San Francisco el 28 de junio. La reunión comenzó con problemas por el deseo de Woodrow Wilson de presentarse a un tercer mandato. Los delegados creían que el presidente estaba demasiado enfermo para completarlo, y preferían presentar a otro candidato. Uno de los principales aspirantes era el antiguo secretario del Tesoro William G. McAdoo que, al ser yerno de Wilson, se negaba a aceptar la candidatura mientras este estuviese dispuesto a presentarse. Pese a la actitud de McAdoo, muchos lo escogieron; las votaciones dieron lugar a un empate entre él y el fiscal general A. Mitchell Palmer. En la cuadragésimo cuarta votación, los demócratas por fin eligieron a un candidato: el gobernador Cox, al que debía acompañar en la candidatura el subsecretario de Marina Franklin D. Roosevelt. Cox era redactor de su propio periódico, por lo que finalmente la campaña la disputaron dos periodistas de Ohio, con una posición paradójicamente similar. Ambos rivales eran conservadores en economía y escasamente progresistas en los demás aspectos.

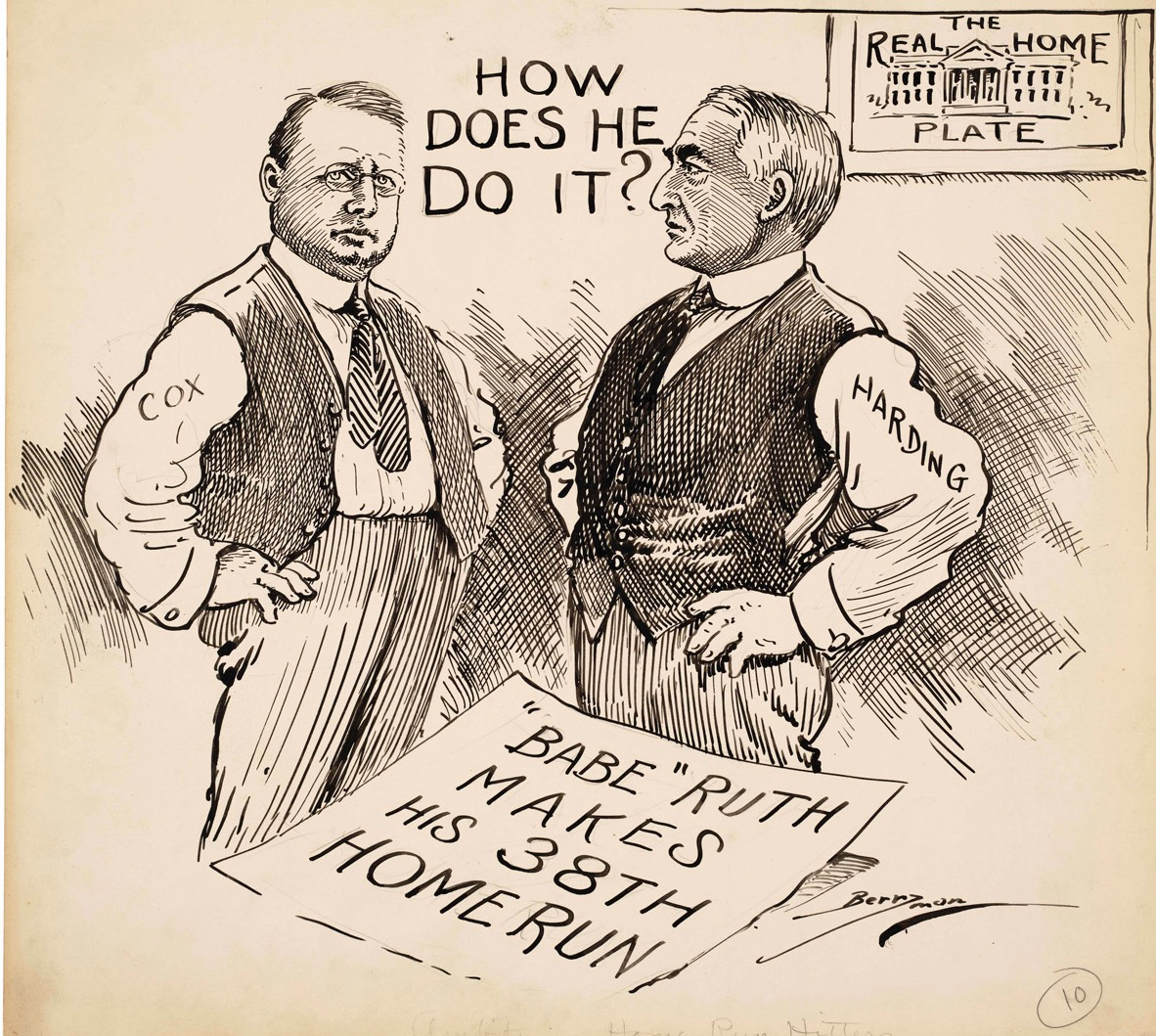
"How Does He Do It?" («¿Cómo lo hace?»). Caricatura de Clifford Berryman en la que los aspirantes Harding y Cox se muestran asombrados por una de las noticias del año en los Estados Unidos: la marca de carreras del beisbolista Babe Ruth.

Harding optó por una campaña discreta como la de McKinley de 1896. Algunos años antes, Harding había remozado el porche de su casa precisamente para que se pareciese al de McKinley; para los vecinos, la obra era una señal de las ambiciones presidencialistas de Harding. Este permaneció en Marion y se limitó a dar algunos discursos a las delegaciones que lo visitaban. Mientras, Cox y Roosevelt recorrieron todo el país, dando cientos de discursos. Por su parte, Coolidge hizo una gira por el noreste antes de trasladarse al sur, pero sus intervenciones no tuvieron gran influencia en las elecciones.

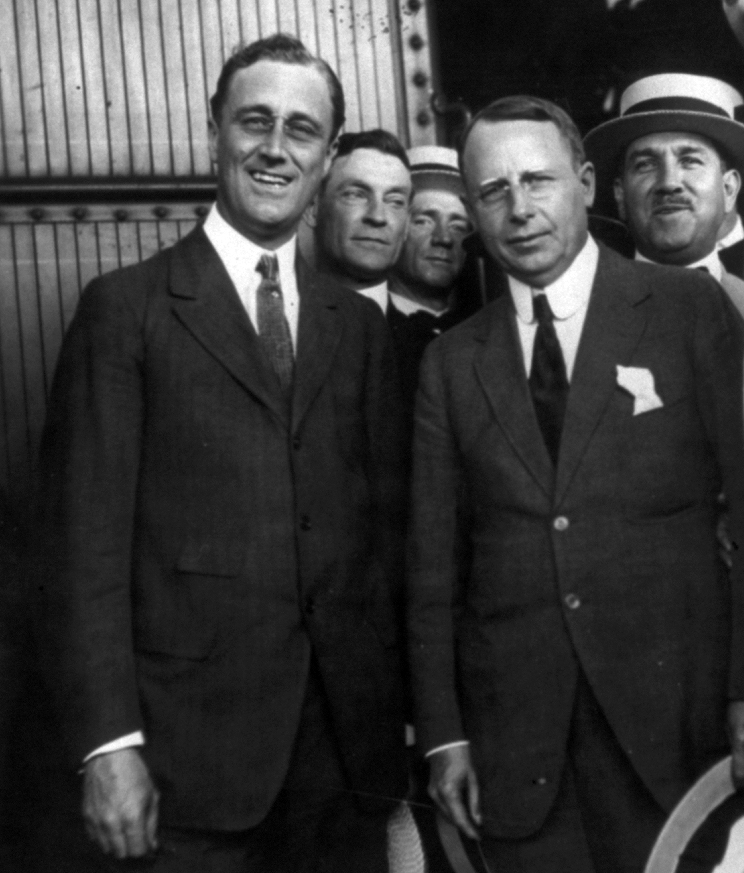
Los candidatos demócratas: Cox (derecha) y Roosevelt en un acto de campaña en Washington, D. C.

Harding llevó a cabo su campaña desde Marion. Como periodista, supo mantener buenas relaciones con los reporteros que la cubrían, mucho mejores que las de casi todos los presidentes con la prensa. Su lema de «vuelta a la normalidad» parecía reflejarse en el ambiente de Marion, una situación añorada por muchos votantes. La meta del candidato era recobrar la era de desarrollo de su juventud a finales del siglo anterior y recuperar un sistema gubernamental de colaboración entre el presidente y el Parlamento, que se había ido perdiendo durante las presidencias de Roosevelt y Wilson. La estrategia de Harding le permitió evitar cometer ciertos errores típicos de una campaña itinerante y mejoró sus posibilidades de elección, que aumentaban según avanzaba la campaña. Las giras de sus rivales, sin embargo, le impelieron finalmente a hacer algunos desplazamientos, pero siguió realizando el grueso de los actos de campaña en Marion. Harding afirmó que el país no necesitaba un segundo Wilson, sino a un presidente cercano al hombre de la calle.
La vaguedad de la oratoria de Harding disgustaba a algunos; McAdoo describió un discurso típico del candidato republicano como «un ejército de frases pomposas que recorren el terreno en busca de una idea. A veces estas palabras errantes capturan un pensamiento y lo pasean triunfalmente, cautivo, hasta que perece de exceso de trabajo». H. L. Mencken coincidía con él en descalificar los discursos de Harding.Sinclair, 1969, p. 165 El The New York Times dio una valoración más favorable y afirmó que la mayoría de los votantes veían reflejada en la oratoria del candidato sus pensamientos imprecisos.
Wilson había afirmado que las elecciones de 1920 serían un «gran y solemne referéndum» sobre la Sociedad de Naciones, lo que privó a Cox de margen de maniobra en este tema —aunque Roosevelt defendía con determinación la nueva organización internacional, Cox era menos partidario de ella—. Harding se oponía a que el país ingresase en el organismo en las condiciones que había negociado Wilson y prefería una «asociación de naciones», basada en el Tribunal Permanente de Arbitraje de La Haya. Esta vaguedad satisfizo a la mayoría de los republicanos. Para octubre, a Cox le había quedado claro que había gran oposición al artículo X de los estatutos de la Sociedad, por lo que afirmó que quizá tendrían que aprobarse ciertas reservas legales al texto del tratado; esto hizo que Harding abandonase el asunto.

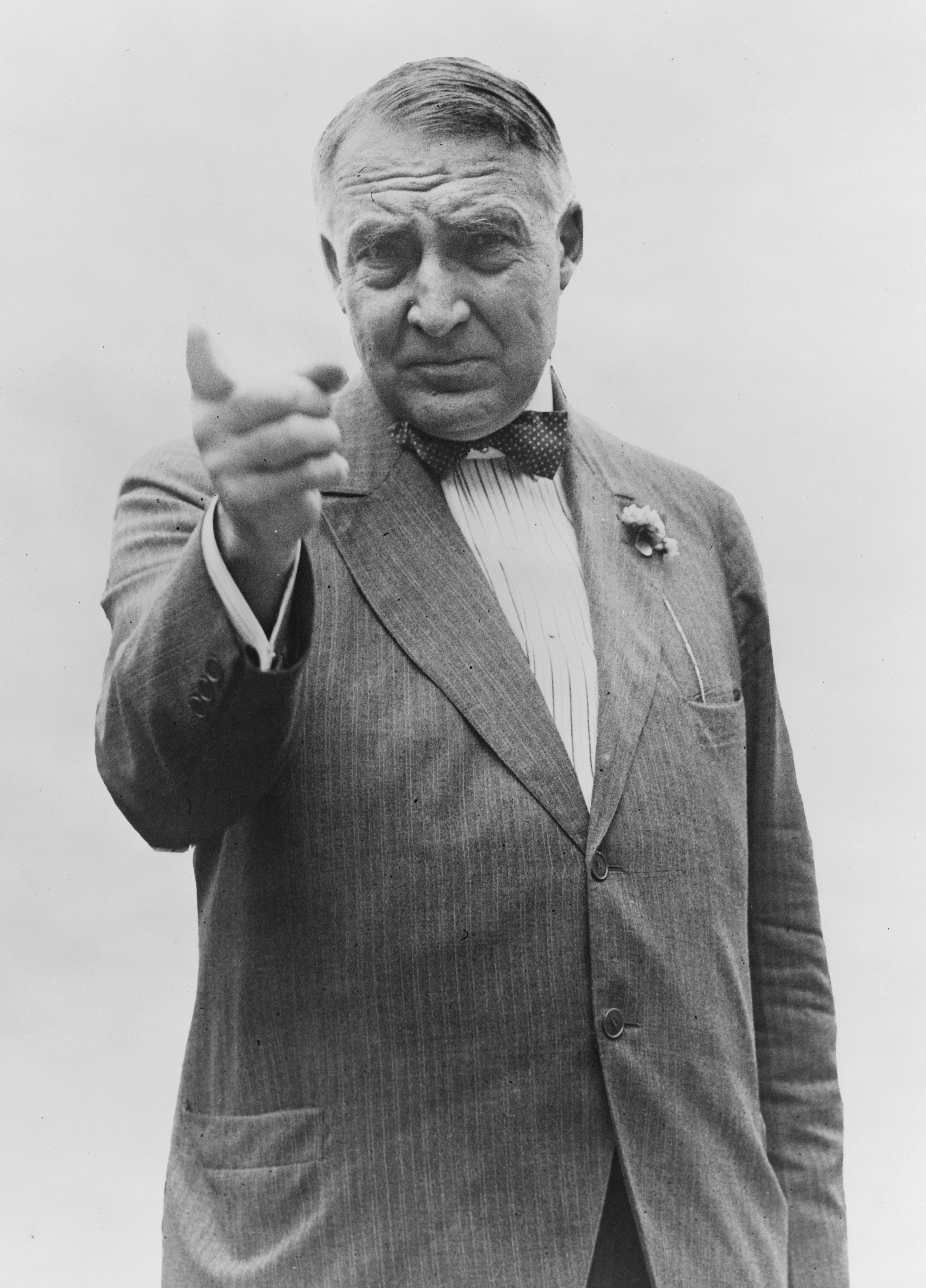
Warren G. Harding en la campaña de 1920

Resultados de las elecciones de 1920, distribución de los votos electorales. Harding obtuvo una amplia mayoría tanto en sufragios como en votos electorales y los republicanos ampliaron su mayoría en las dos Cámaras del Parlamento.

Los republicanos contrataron al publicista de Chicago Albert Lasker para que se encargase de la publicidad de la campaña de Harding; Lasker puso en marcha una amplia campaña en la que empleó métodos que luego se hicieron típicos de las campañas electorales estadounidenses, pero que por entonces eran novedosos. Entre ellos, empleó noticiarios y grabaciones sonoras. Los que visitaban al aspirante en Marion se hacían retratar con el matrimonio Harding y se enviaban copias de las fotografías a los periódicos de sus ciudades. Lasker también usó carteles y anuncios en periódicos y revistas, además de películas. Contrató incluso a telefonistas que llamaban a los votantes para ensalzar a Harding y que contaban con guiones de conversación.
Durante la campaña, sus adversarios resucitaron los rumores del origen negro del tatarabuelo de Harding y de otros de sus antepasados. El jefe de la campaña de Harding negó las acusaciones. El profesor William Estabrook Chancellor del Wooster College, sin embargo, dio pábulo en los rumores, que afirmó se basaban en ciertas investigaciones —que probablemente no hacían más que repetir los viejos rumores—.
Para cuando se celebraron por fin las votaciones, el 2 de noviembre, los republicanos eran los claros favoritos a hacerse con el Gobierno. Harding obtuvo el 60.2 % de los votos, el mayor porcentaje desde la aparición del sistema bipartidista en el país, y 404 votos electorales. Cox consiguió apenas el 34 % de los sufragios y 127 votos electorales. Eugene V. Debs, el candidato del Partido Socialista de América, que tuvo que hacer campaña desde la cárcel en la que estaba encerrado por oponerse a la guerra mundial, obtuvo el 3 % de los votos. Además de obtener la Presidencia, los republicanos ampliaron notablemente la ventaja de la que ya gozaban en las Cámaras del Parlamento.

## Presidente (1921-1923)

### Investidura y nombramientos
Warren Harding juró su cargo de presidente —el vigésimo noveno de la historia del país— del 4 de marzo de 1921, en presencia de su esposa y de su padre. Harding escogió una investidura discreta, sin el tradicional desfile, limitada a la jura del cargo y a una breve recepción en la Casa Blanca. En su discurso de toma de posesión, afirmó: «Nuestro peor tendencia es esperar demasiado del Gobierno y hacer demasiado poco por él».
Tras las elecciones, el nuevo presidente anunció que se marcharía de vacaciones y que pospondría los necesarios nombramientos administrativos a su vuelta a Marion en diciembre. Viajó a Texas, donde se dedicó a la pesca y a la práctica del golf con su amigo Frank Scobey (al que poco después nombró director de la Casa de Moneda de los Estados Unidos) y luego embarcó rumbo a la Zona del Canal de Panamá. Cuando regresó a Washington, fue recibido como un héroe en la apertura de sesiones del Congreso a principios de diciembre; era el primer senador en ejercicio que alcanzaba la Presidencia. De vuelta en Ohio, decidió consultar a las que consideraba eminencias del país para que le aconsejasen sobre los nombramientos gubernamentales, que acudieron a Marion a hacerlo. Tildado de títere de los senadores republicanos y de los notables del partido por sus adversarios, se negó en redondo a aceptar sus recomendaciones en los nombramientos gubernamentales.
Para el cargo de secretario de Estado, Harding escogió a Charles Evans Hughes, partidario de la Sociedad de Naciones, pese a las opiniones contrarias a esta del senador Lodge y de otros destacados republicanos. Después de que Charles G. Dawes rechazase la cartera del Tesoro, Harding se la ofreció a Andrew W. Mellon, banquero de Pittsburgh y una de las personas más ricas del país, que la aceptó. Como secretario de Comercio, nombró a Herbert Hoover, que luego fuera presidente. El presidente del comité del partido, Will Hays, obtuvo el cargo de director general del Servicio Postal de los Estados Unidos, que entonces pertenecía al Consejo de Ministros; un año más tarde dejó el cargo para asumir el de director de la censura de la industria cinematográfica nacional.
Dos ministros que luego empañaron el mandato de Harding por su aparición en escándalos fueron el senador y amigo del presidente Albert B. Fall, de Nuevo México, al que nombró secretario del Interior y Daugherty, que obtuvo el cargo de fiscal general. Fall era un ranchero del oeste y antiguo minero, desarrollista. Era contrario a los conservacionistas como Gifford Pinchot, que afirmó de él que era una de las peores opciones para el puesto. El The New York Times se mofó del nombramiento de Daugherty y afirmó que este debía su nuevo cargo a su estrecha amistad con el presidente. Eugene P. Trani y David L. Wilson, afirman en su libro sobre la presidencia de Harding que el nombramiento, sin embargo, tenía lógica, pues Daugherty era un abogado competente que conocía a fondo el lado oscuro de la política, era excelente resolviendo problemas y gozaba de la confianza del presidente.

### Política exterior

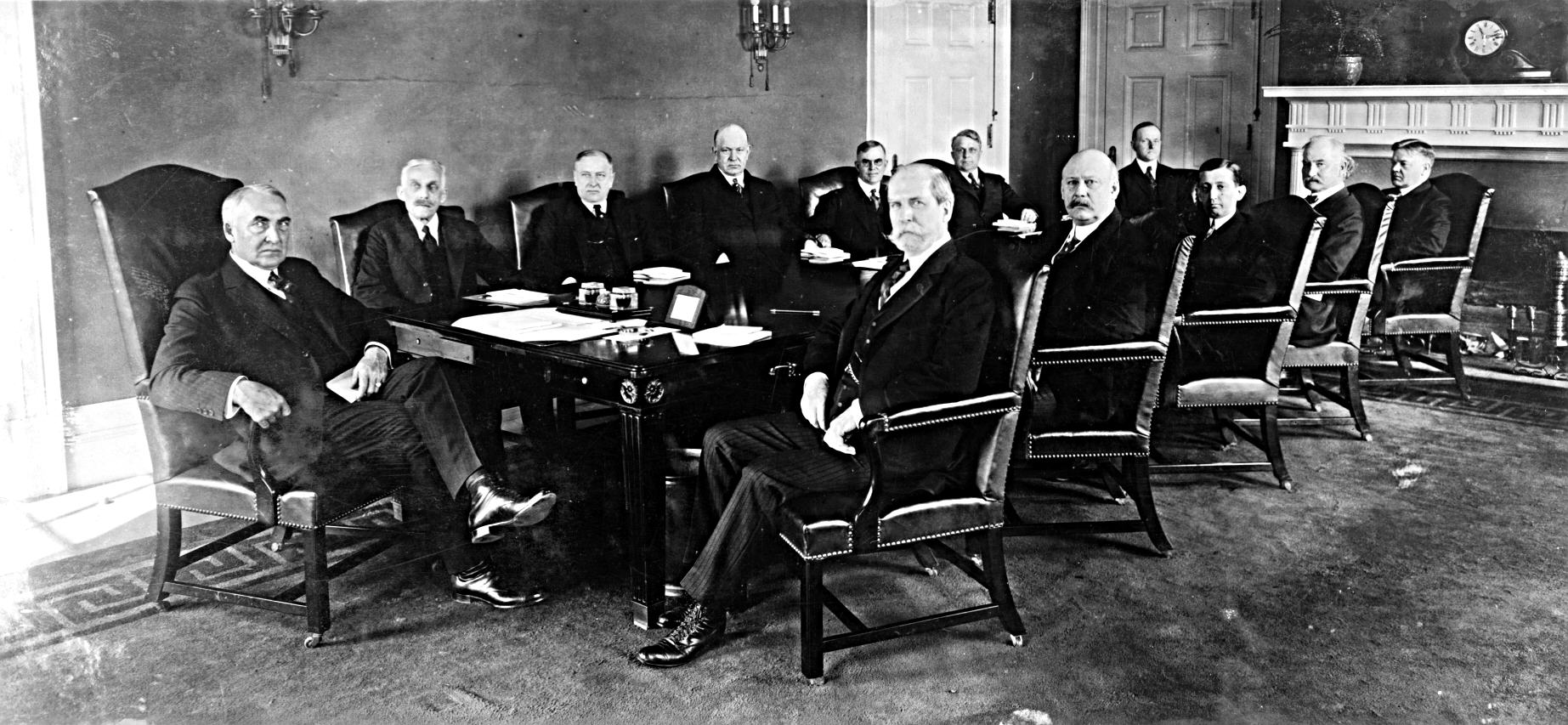
El primer Consejo de Ministros de Harding, en 1921.

#### Relaciones con Europa y fin de la guerra
Harding dejó claro al nombrar a Hughes secretario de Estado que este sería el encargado de gestionar la política exterior del país, lo que contrastaba con el estrecho control que el anterior presidente, Wilson, había ejercido en esta materia. Hughes recibió, empero, ciertas directrices generales; Harding se volvió cada vez más contrario a la Sociedad de Naciones y decidió que el país no ingresaría en ella, incluso si cambiaban sus estatutos para que influyese menos en los países miembros de la organización. Como el Senado aún no había ratificado el Tratado de Versalles, los Estados Unidos se hallaban aún oficialmente en guerra con Alemania, Austria y Hungría. Para resolver esta anomalía, se comenzó por aprobar la declaración Knox-Porter que proclamó la paz e indicó que el país se reservaba el ejercicio de los derechos que le otorgaba el Tratado de Versailles. En 1921 se ratificaron tratados separados con Alemania, Austria y Hungría, que contenían cláusulas similares a los aprobados en París, pero sin las relativas a la Sociedad de Naciones.
Quedaba aún pendiente la relación de los EE. UU. y la Sociedad de Naciones. Al comienzo el Departamento de Estado, encabezado ya por Hughes, se limitó a soslayar los comunicados de esta y a mantener contactos bilaterales con los Estados miembros, evitando la mediación de la organización internacional. En 1922, sin embargo, el país mantenía ya contactos con la Sociedad mediante su cónsul en Ginebra, aunque siguió sin participar en las reuniones políticas y se limitó a enviar observadores a aquellas que trataban asuntos técnicos o humanitarios.
Para cuando Harding tomó posesión de la Presidencia, varios Gobiernos habían solicitado ya la condonación parcial de la enorme deuda que habían contraído con los Estados Unidos y Alemania había pedido también la reducción de las compensaciones bélicas que debía entregar. Los Estados Unidos rehusaron negociar un pacto multinacional en este asunto. Harding trató de que se aprobase un plan presentado por Mellon y que debía conceder al Gobierno la facultad de reducir las deudas de otras naciones mediante negociaciones bilaterales, pero el Congreso solo aprobó parte del proyecto de ley, en 1922. Hughes negoció un acuerdo con el Reino Unido para que este pudiese pagar lo que adeudaba en plazos a lo largo de sesenta y dos años, a bajo interés, lo que redujo en la práctica las deudas británicas. Este pacto, que el Congreso aprobó en 1923, sirvió de modelo para posteriores negociaciones con otros países. Por otra parte, las conversaciones con Alemania acerca de la reducción de las compensaciones de guerra concluyeron con la firma del Plan Dawes de 1924.
Otro importante asunto que Wilson dejó a su sucesor fue el de las relaciones con el Gobierno soviético. Los Estados Unidos habían enviado unidades militares a Rusia tras la Revolución rusa, como otros países, y Wilson se había negado luego a reconocer al Gobierno comunista ruso surgido de la Revolución de Octubre. Durante el mandato de Harding, fue el secretario de Comercio Hoover, que contaba con notable experiencia en los asuntos rusos, el que impuso la actitud gubernamental hacia Rusia. Cuando se produjo la hambruna rusa de 1921, Hoover, antiguo director la Agencia de Ayuda Estadounidense (American Relief Administration), ordenó a esta que tratase con los rusos el envío de ayuda. Los mandatarios soviéticos (la Unión Soviética se había proclamado en 1922) esperaban que las negociaciones conllevasen el reconocimiento oficial de su gobierno por los estadounidenses, pero no fue así. Hoover estaba a favor de comerciar con Rusia, ya que temía que, en caso contrario, las empresas estadounidenses perderían este mercado, pero Hughes se opuso a ello y el Gobierno no llegó a alcanzar una posición común durante el mandato de Harding.

#### Desarme

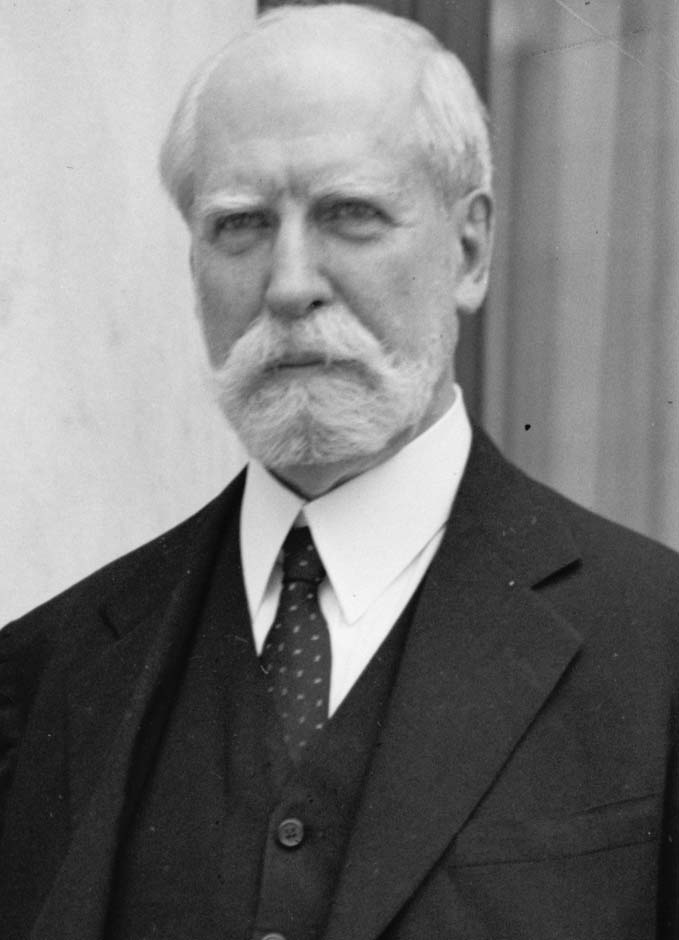
Charles Evans Hughes, antiguo juez del Tribunal Supremo, fue el secretario de Estado del presidente Harding.

Harding había abogado por el desarme y por reducir los gastos en armamento durante la campaña electoral, pero no había sido este uno de los asuntos centrales de ella. En un discurso a las dos Cámaras del Parlamento, en abril de 1921, Harding explicó sus prioridades para el mandato. Entre los asuntos internacionales, mencionó el desarme y el deseo de reducir los gastos gubernamentales en armamento.
El senador de Idaho William Borah había propuesto una conferencia de las potencias navales (los Estados Unidos, el Reino Unido y Japón principalmente) para reducir el tamaño de las armadas. Harding aprobó el proyecto y los representantes de nueve naciones se reunieron en consecuencia en Washington en noviembre de 1921.
Hughes presentó la propuesta estadounidense en el discurso de apertura de la conferencia el 12 de noviembre: los Estados Unidos reducirían su flota en treinta buques (entre los que retirarían del servicio y los que dejarían de construir) si el Reino Unido se deshacía de diecinueve y Japón de diecisiete. La propuesta del secretario de Estado fue bien recibida y se aceptó; además se pactaron otros asuntos, como la posesión de ciertas islas del Pacífico y los límites del uso de gases en conflictos. El acuerdo de desarme, sin embargo, se limitó a los acorazados y portaaviones y no evitó el posterior rearme de las potencias. La prensa, no obstante, ensalzó la labor de Harding y Hughes. El presidente había nombrado al senador Lodge y al dirigente de la oposición, Oscar Underwood, de Alabama, representantes del país en la conferencia; la colaboración de ambos facilitó la posterior aprobación del acuerdo en el Senado sin apenas cambios, aunque con algunas reservas que se añadieron al tratado ratificado.
El país había adquirido más de un millar de barcos durante la guerra, que aún adeudaba cuando Harding tomó posesión de la Presidencia. El Congreso había aprobado su venta en 1920, pero el Senado rechazó a los candidatos del presidente Wilson para la Junta Naval, lo que estancó el proceso. Harding nombró a Albert Lasker presidente de la Junta y se trató de reducir en lo posible los gastos que generaba la flota hasta que se pudiese vender. La mayoría de los buques, sin embargo, no pudieron venderse al precio necesario para recuperar la inversión que había supuesto al Gobierno. Lasker solicitó que se concediese un generoso subsidio a la marina mercante para facilitar las ventas y Harding abogó por ello en el Congreso, en vano. El subsidio era mal visto en el Medio Oeste, por lo que, aunque fue aprobado en la Cámara Baja, resultó rechazado en el Senado; finalmente la mayoría de los navíos acabaron en el desguace.

#### Latinoamérica
Las intervenciones estadounidenses en Latinoamérica apenas se discutieron durante la campaña electoral; Harding se había opuesto a las ocupaciones de la República Dominicana y de Haití, decididas por Wilson, y criticó al candidato demócrata a vicepresidente, Franklin Roosevelt, por el papel que este había desempeñado en la de Haití. Tras la investidura, Hughes trató de mejorar las relaciones de los Estados Unidos con Latinoamérica, cuyos países temían la aplicación de la doctrina Monroe para invadir las naciones del sur del continente; en aquellos momentos, además de en la República Dominicana y Haití, los Estados Unidos tenían tropas en Cuba y Nicaragua. Las despachadas a Cuba para proteger los intereses económicos estadounidenses en la isla se retiraron en 1921, pero las desplegadas en las otras tres naciones se mantuvieron durante todo el mandato de Harding. En abril de 1921, Harding logró que se ratificase el Tratado Thomson-Urrutia con Colombia, que le otorgaba a esta veinticinco millones dólares para zanjar la secesión de Panamá, fomentada por los Estados Unidos. El pacto no satisfizo totalmente a las naciones latinoamericanas, ya que los Estados Unidos no renunciaron a intervenir de nuevo en la región, si bien Hughes afirmó que las nuevas operaciones militares se limitarían a las naciones cercanas al canal de Panamá y siempre dejando claro cuáles eran los objetivos estadounidenses que las motivasen.
El país había intervenido varias veces en México durante el mandato de Wilson, y le había retirado el reconocimiento al Gobierno del país. El Gobierno presidido por Álvaro Obregón deseaba que los estadounidenses lo reconociesen oficialmente antes de negociar con ellos, pero tanto Wilson como su último secretario de Estado, Bainbridge Colby, se negaron a ello. Tanto Hughes como Fall se oponían a reconocer a Obregón; Hughes se limitó a enviar un borrador de tratado a los mexicanos en mayo de 1921, en el que se exigía el pago de compensaciones por las pérdidas de propiedades estadounidenses en México desde la revolución de 1910. Obregón era reacio a firmar cualquier tratado antes de ser reconocido, pero se esforzó en mejorar las relaciones entre los empresarios estadounidenses y México; alcanzó un acuerdo con los acreedores y acometió una campaña de propaganda en los Estados Unidos. Esta dio frutos y, a mediados de 1922, Fall perdió influencia, lo que socavó la oposición al reconocimiento de la autoridad de Obregón en el país vecino. Los dos presidentes nombraron representantes para entablar negociaciones, que llevaron al reconocimiento del Gobierno de Obregón el 31 de agosto de 1923, a menos de un mes del fallecimiento repentino de Harding, fundamentalmente con las condiciones que había solicitado México.

### Política nacional

#### Depresión económica de posguerra y recuperación

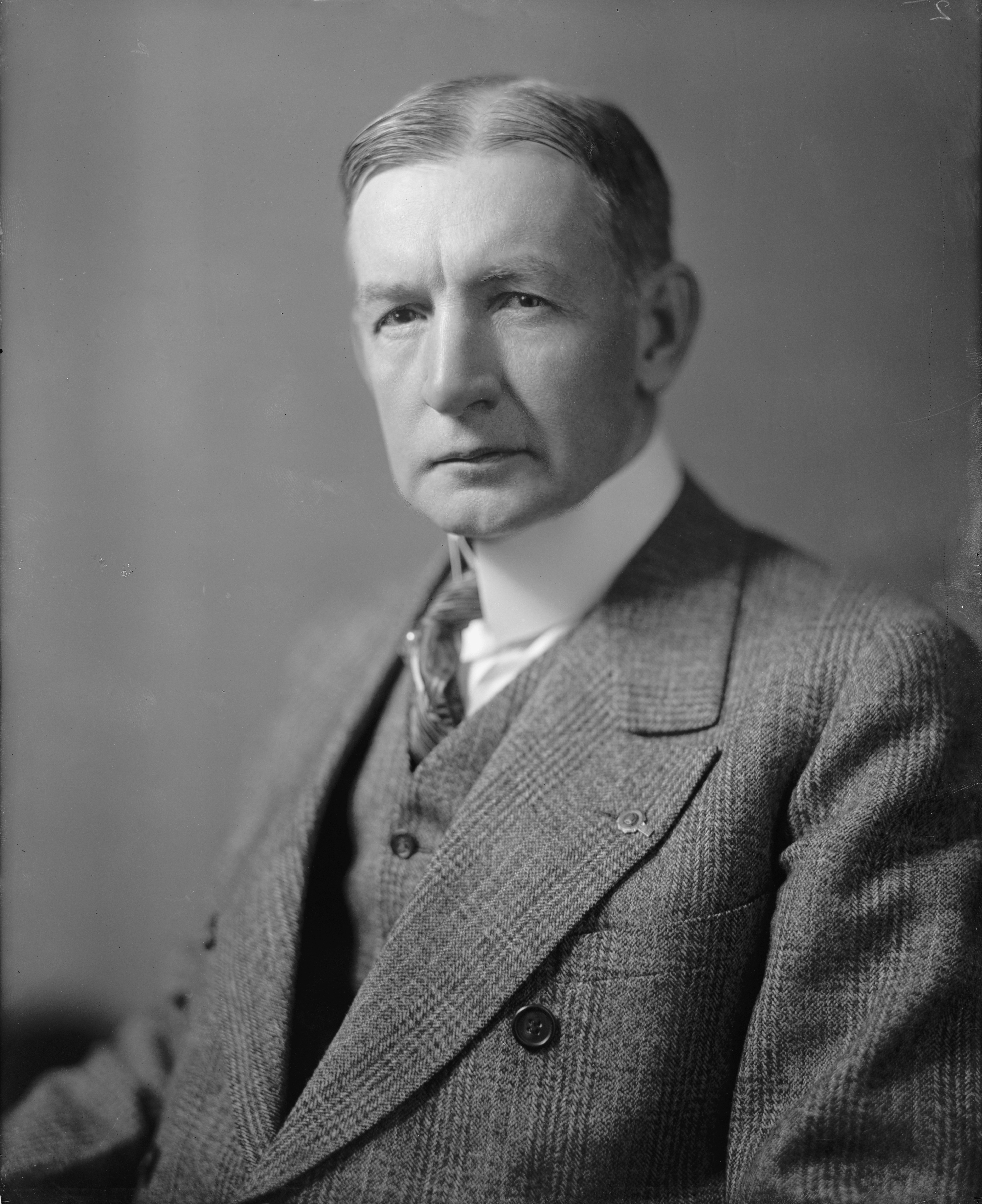
Charles G. Dawes, el primer jefe de la oficina presupuestaria estadounidense y más tarde vicepresidente con el sucesor de Harding, Calvin Coolidge.

Cuando Harding tomó posesión de la Presidencia el 4 de marzo de 1921, la nación se hallaba sumida en la depresión de la posguerra. Era la peor que sufría el país desde la década de 1890. Tras la entrada en la guerra mundial en 1917, la demanda bélica había aumentado los beneficios de las empresas y reducido el paro, pero en 1920 la economía comenzó a entrar en crisis. La mengua de la demanda redujo la producción y causó algunas bancarrotas y la vuelta de los soldados aumentó el desempleo, que ese año alcanzó el 4 % de la población activa (millón y medio de personas). El 1921, los desempleados eran ya cinco millones. A esto se sumaba la inflación de la posguerra, que aumentaba el coste de la vida y favorecía las campañas de ayudas públicas, que afectaban a las Haciendas estatales.
Por iniciativa de los portavoces de los partidos, el presidente convocó una sesión extraordinaria del Congreso el 11 de abril de 1921. Al día siguiente, se dirigió a las dos Cámaras parlamentarias para solicitar que se redujese el impuesto sobre la renta (que había aumentado durante la guerra), se elevasen los aranceles a los productos agrícolas para favorecer a los agricultores estadounidenses y se aplicase una serie de medidas, entre ellas la construcción de autopistas o el fomento de la aviación y de la radio. El 27 de mayo, el Congreso aprobó efectivamente el aumento de los aranceles agrícolas mediante una ley de urgencia. El 10 de junio se aprobó la creación de una oficina presupuestaria, que dirigió Charles G. Dawes; el presidente le encargó que redujese los gastos gubernamentales.

#### Reducción de impuestos de Mellon
El secretario del Tesoro Mellon también recomendó al congreso que redujese los tipos impositivos a la renta y que se aboliese el impuesto a las empresas por los beneficios extraordinarios que habían obtenido durante la guerra mundial. Los planes de Mellon en realidad coincidían con los del expresidente Wilson y los de sus últimos secretarios del Tesoro, a los que los funcionarios del ministerio habían recomendado las mismas medidas que entonces propugnaba Mellon. Tanto republicanos como demócratas habían presentado vagas medidas fiscales en sus programas electorales de 1920, aunque los dos partidos coincidían en propugnar la rebaja de impuestos, que creían que facilitaría la recuperación económica, si bien no la distribución de la riqueza. El Comité Tributario (House Ways and Means Committee) respaldó las propuestas de Mellon, pero algunos diputados, que deseaban aumentar los impuestos a las empresas, se opusieron a ellas. Harding titubeó sobre si apoyar a unos o a otros, pues los argumentos de ambos le parecían correctos. Intentó un pacto entre las partes que le permitió aprobar una ley en la Cámara Baja que mantuvo el impuesto a los beneficios bélicos un año más. En el Senado, por el contrario, la ley quedó estancada debido a la controversia sobre el pago de recompensas a los veteranos de la guerra mundial, que se alargó de julio de 1921 a septiembre de 1922. Disgustado por el retraso en aprobar la medida, el presidente acudió al Senado el 12 de julio para instarle a hacerlo independientemente del pago a los veteranos. Pese a ello la ley no se aprobó hasta noviembre, y con niveles impositivos mayores de los que había sugerido Mellon. Durante su largo periodo al frente del ministerio (hasta 1932), Mellon tuvo que lidiar con la renuencia del Parlamento a aplicar sus planes que, sin embargo, apenas variaron.

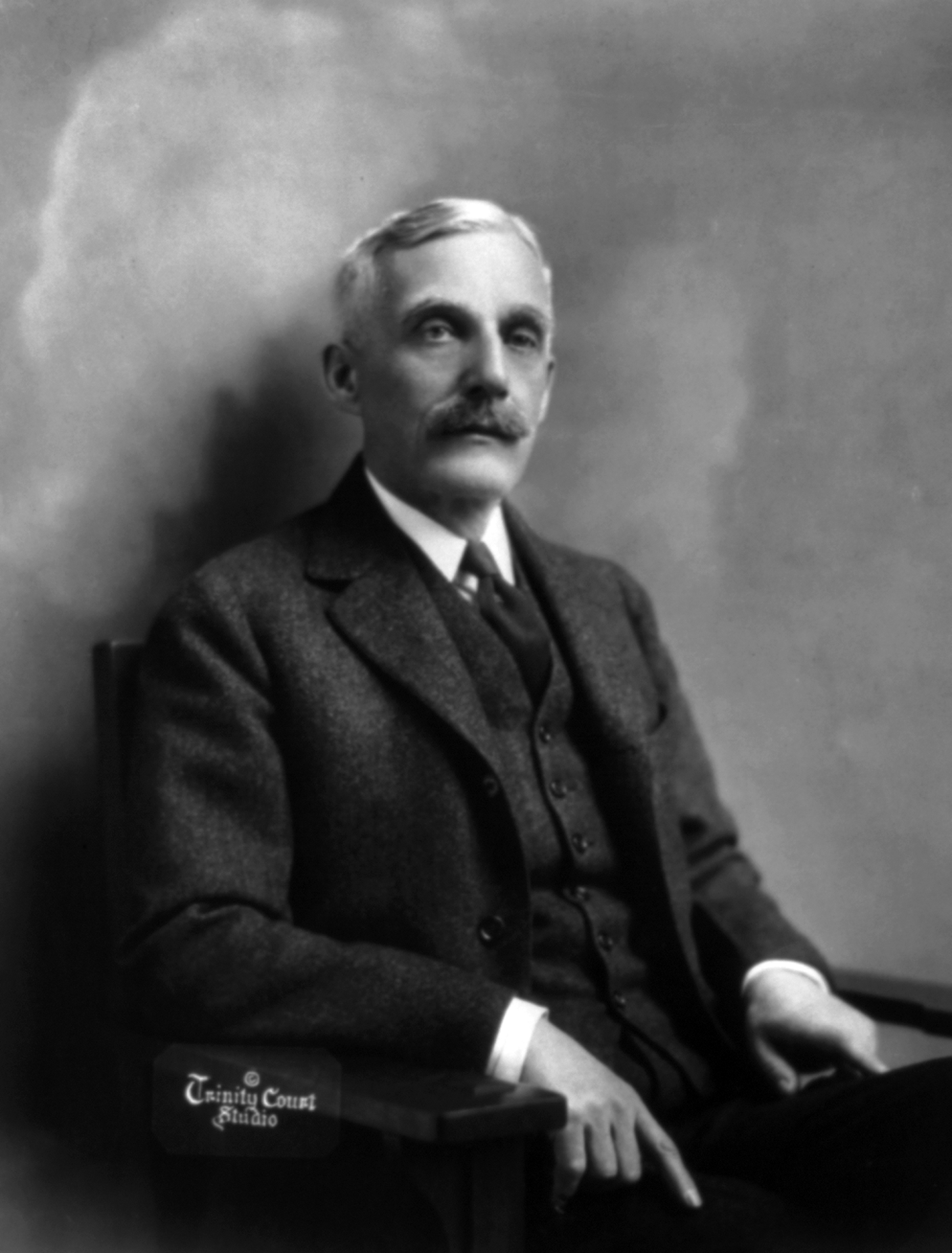
El secretario del Tesoro Andrew W. Mellon, que abogó por reducir los impuestos.

Harding se había opuesto al pago de una recompensa a los veteranos, afirmando que ya estaban recibiendo del país compensación suficiente por sus actos y que la medida arruinaría la Hacienda nacional. La concesión suponía un desembolso añadido en un momento de recesión económica y el Gobierno abogaba por la limitación del gasto. Podía además desbaratar los planes de recortes de impuestos de Mellon en los que Harding fiaba la recuperación de la economía. El Senado dejó el estudio de la medida a un comité tras la intervención personal de Harding, pero el asunto resurgió cuando el Congreso se reunió de nuevo en diciembre de 1921. En septiembre de 1922 se aprobó por fin una ley que concedía a los veteranos una recompensa, pero que no incluía financiación para ella. Harding la vetó y las Cámaras no anularon el veto, aunque por poco. En 1924, ya con Coolidge al frente de la Presidencia, se aprobó una compensación no monetaria a los soldados que habían combatido en la guerra; Coolidge vetó la medida, pero las Cámaras anularon su veto.
En el su primer discurso del Estado de la Unión, Harding trató de que se le permitiese cambiar el nivel impositivo. Diversos grupos de presión participaron en las acaloradas discusiones sobre la ley que se dieron tanto en el Senado como en el comité mixto que la estudió. Harding promulgó la Ley Fordney-McCumber sobre aranceles, aumentándolos, el 21 de septiembre de 1922, pero esta no satisfizo los deseos del presidente, que deseaba mayor autonomía para ajustar los impuestos. Según Trani y Wilson, la ley fue una equivocación que perjudicó gravemente el comercio internacional y complicó el pago de las deudas contraídas durante la guerra mundial.
En la campaña de 1920, el partido republicano había abogado por una reducción del gasto gubernamental, de los impuestos y de la deuda pública, que había pasado de los mil doscientos millones de dólares de 1914 a los veinticuatro mil millones de 1921. Esta posición había agradado a los votantes, a la Bolsa y los conservadores de los dos partidos, que creían que eran las medidas necesarias para fomentar la recuperación económica, pero dejaron al Gobierno sin fondos para acometer nuevos proyectos que comportasen grandes gastos. Mellon solicitó un informe sobre la evolución de los ingresos estatales según el nivel impositivo: la evolución histórica indicaba que el aumento de los niveles de impuestos aumentaba la evasión fiscal y el envío de rentas al extranjero. Mellon se convenció de que la reducción de los impuestos aumentaría en consecuencia la recaudación. El objetivo del ministro era implantar un sistema de impuestos dependiente del nivel de ingresos, pero que no perjudicase —según su criterio— a las empresas en un sistema capitalista industrial. Harding siguió el consejo de su ministro y redujo los impuestos a partir de 1922. El tipo máximo tributario se redujo paulatinamente en cuatro años del 73 % de 1921 al 33 % a partir de 1921. A partir de 1923, se redujo también la tributación de los tramos para los ingresos menores. La recaudación efectivamente aumentó considerablemente (el presupuesto nacional tuvo superávit durante el mandato de Harding). El Gobierno también desreguló muchos sectores y redujo la aportación del gasto público federal al PIB del 6.5 % al 3.5 %. A finales de 1922, la economía empezó a crecer. El paro se redujo del 12 % en 1921 a una media del 3.3 % para los años posteriores de la década. El índice de pobreza, que medía el paro y la inflación, se redujo notablemente; durante el mandato de Harding fue uno de los momentos de la historia del país en los que menguó más. Los beneficios y la productividad crecieron; el aumento del PIB fue de una media de más del 5 % durante la década. La media de los salarios, sin embargo se estancó durante toda la década. Los historiados liberales Larry Schweikart y Michael Allen afirman que los recortes de impuestos de Mellon permitieron el mayor crecimiento de la economía del país hasta el momento.

#### Fomento de las nuevas tecnologías
La década de 1920 fue un periodo de modernización en los Estados Unidos. Se extendió el uso de la electricidad y creció la fabricación de automóviles, que estimuló a su vez otras industrias y actividades, como la construcción de autopistas, la producción de goma (para neumáticos) y acero (para carrocerías) o la construcción de hoteles para los nuevos turistas que recorrían las carreteras. Esta actividad económica coadyuvó a acabar con la crisis económica de la posguerra. Para mejorar y ampliar la red de autopistas, Harding promulgó la Ley de Ayuda a las Autopistas en 1921. Entre 1921 y 1923, el Gobierno federal gastó ciento sesenta y dos millones de dólares en la red de autopistas, lo que supuso un enorme aporte de capital a la economía nacional. En 1922, Harding afirmó que el país se hallaba en la era del automóvil, reflejo según él del nivel de vida de los ciudadanos y de la velocidad a la que se desarrollaba esta.
El presidente también encareció la regulación de las emisiones radiofónicas en su discurso al Congreso de abril de 1921. El secretario de Comercio Hoover se encargó del proyecto y convocó una conferencia de emisoras de radio en 1922, que terminó con un acuerdo voluntario de reparto de licencias de emisión, que gestionó el Departamento nacional de Comercio. Tanto Harding como Hoover coincidían en que la organización de este nuevo medio de difusión necesitaba más que el acuerdo alcanzado, pero el Congreso tardó en actuar y no aprobó la legislación regulatoria correspondiente hasta 1927.
Harding deseaba también fomentar la aviación y nuevamente fue Hoover el encargado de poner en marcha los planes gubernamentales, con otra conferencia nacional sobre aviación comercial. Las sesiones se centraron en la seguridad de los vuelos, la inspección de los aviones y las licencias que debían obtener los pilotos. Aunque el presidente trató de promulgar leyes al respecto, estas no se aprobaron hasta 1926, cuando la Ley de Aviación Comercial instauró la Oficina de Aeronáutica, dependiente del Departamento de Comercio de Hoover.

#### Política empresarial y laboral
Harding deseaba ayudar a las empresas en todo lo posible desde el Gobierno. Desconfiaba de los sindicatos, a los que consideraba una conspiración contra las empresas. Trató, sin embargo, que empresarios y sindicatos colaborasen en una conferencia sobre el desempleo que convocó en septiembre de 1921 por recomendación de Hoover. Harding, no obstante, aclaró que el Gobierno no aportaría fondos a cualquier decisión que se tomase en la conferencia. Esta no originó leyes de importancia, pero sí sirvió para acelerar algunos proyectos de obras públicas.
En general, Harding permitió que cada uno de sus ministros administrase autónomamente su ministerio como considerase oportuno. Hoover amplió el Departamento de Comercio para hacerlo más útil a las empresas, pues creía que debía ser el sector privado el que preponderase en la economía. El presidente, que respetaba mucho al secretario de Comercio y afirmó que era la persona más inteligente que conocía, a menudo le pedía consejo y le apoyó decididamente en sus acciones.
En 1922 hubo grandes huelgas en el país, pues los sindicatos trataron de mejorar los sueldos y combatir el paro. En abril, medio millón de mineros del carbón, encabezados por John L. Lewis, se pusieron en huelga porque se les había reducido el salario. Los directivos de las empresas mineras lo justificaron afirmando que la industria del carbón estaba en crisis; Lewis les acusó de tratar de destruir el sindicato. Cuando la huelga se prolongó, el presidente se ofreció a mediar entre las partes. Los mineros aceptaron la petición de Harding de volver al trabajo y a cambio se creó una comisión en el congreso para estudiar sus reclamaciones.
El 1 de julio de ese año, cuatrocientos mil ferroviarios se pusieron en huelga también. Harding propuso un arbitraje que incluía acceder a algunas de las reivindicaciones de los trabajadores, pero las empresas lo rechazaron. El fiscal general Daugherty convenció al juez James H. Wilkerson para que interviniese para acabar con la huelga. El laudo del juez fue bien recibido por la opinión pública, pero el presidente creyó que era demasiado duro y obligó a Daugherty y a Wilkerson a modificarlo. El laudo acabó con la huelga, pero no con la tensión entre los ferroviarios y los empresarios del ferrocarril, que perduró durante años.
Para 1922, la jornada de ocho horas era habitual en la industria estadounidense. No lo era, sin embargo, en las acerías, cuyos trabajadores en general tenían jornadas de doce horas sin descansos semanales. Hoover creía que esta situación era bárbara e animó a Harding a convocar una conferencia de los productores de acero para ponerle fin. La conferencia sirvió para crear un comité que presidió el presidente de la U.S. Steel, Elbert Gary; a comienzos de 1923 el comité se opuso a acabar con las largas jornadas de trabajo en las acerías. Harding escribió a Gary lamentando las conclusiones del comité, carta que publicó la prensa; el disgusto que la decisión del comité suscitó en el público hizo que los empresarios cediesen e implantasen finalmente la jornada de ocho horas.

#### Derechos civiles e inmigración

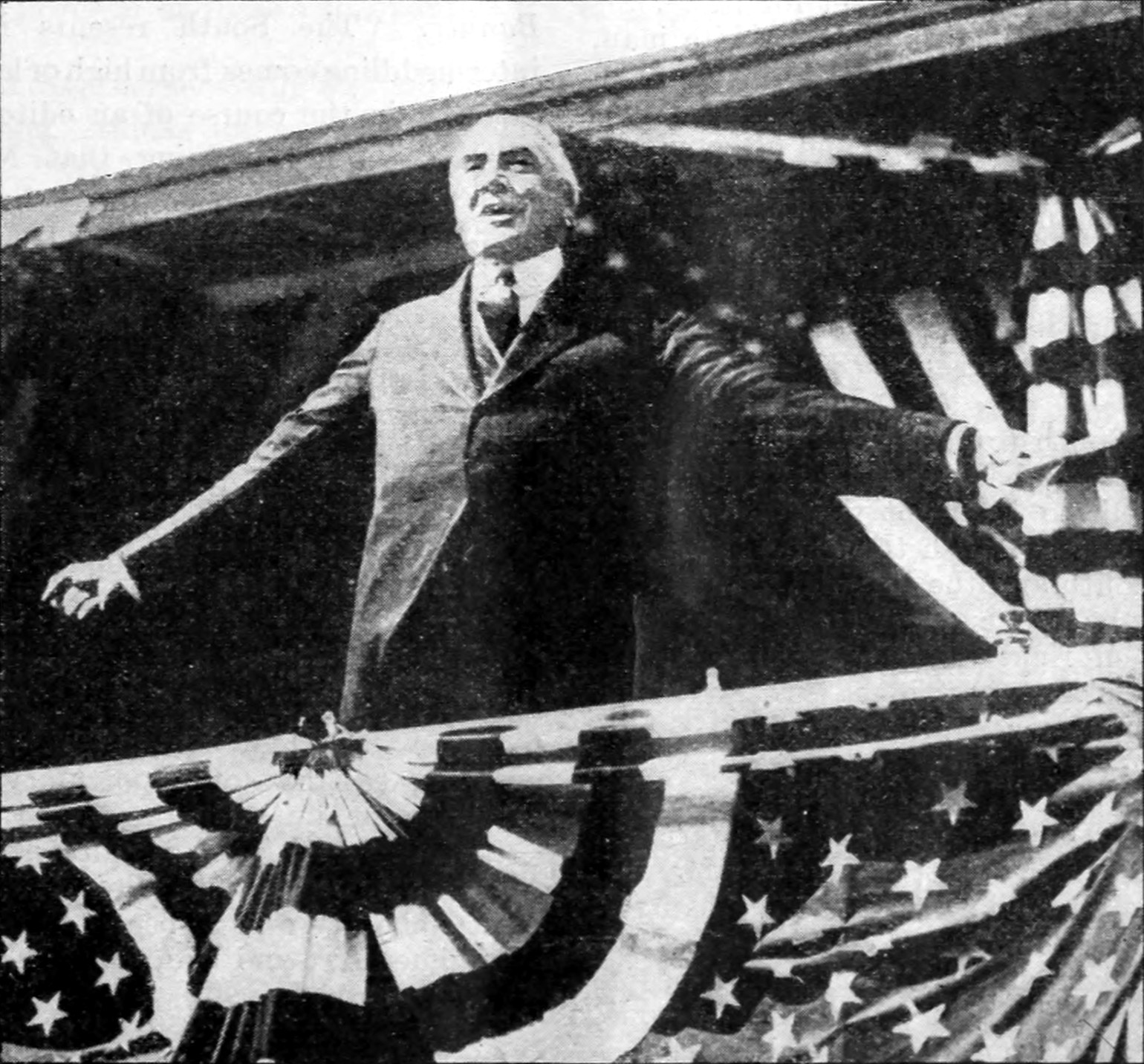
Harding se dirige a una multitud separada por raza en Birmingham el 26 de octubre de 1921

Aunque en el primer discurso al Congreso Harding había solicitado que se aprobase una ley contra los linchamientos, al principio del mandato pareció que se limitaría a seguir la estela del resto de presidentes republicanos de la época en cuanto a la población negra: solicitar a sus ministros que empleasen a algunos en sus ministerios. Sinclair afirma que el que Harding obtuviese dos quintos de los votos de los estados del sur en 1920 hizo que pensase que el partido podía por fin implantarse en los estados sureños. El 26 de octubre de 1921, Harding dio un discurso en Birmingham, Alabama, a una multitud separada por raza: asistieron veinte mil blancos y diez mil negros. El presidente, aunque afirmó que las diferencias raciales y sociales entre los dos grupos no tenían solución, reclamó igualdad de derechos políticos para los afroamericanos. Muchos de estos votaban por entonces a los republicanos, en especial en el sur profundo, dominado tradicionalmente por los demócratas, pero Harding afirmó estar dispuesto a perder este apoyo de la población negra si se implantaba en el sur un sistema bipartidista real. Se mostró dispuesto a que se siguiese exigiendo aprobar las pruebas de alfabetismo para obtener el sufragio, siempre que estas se aplicasen equitativamente a negros y blancos. El presidente afirmó: «les guste o no, salvo que nuestra democracia sea una falacia, deben defender la igualdad de trato». Los asistentes blancos escucharon en silencio a Harding, mientras que los negros lo ovacionaron.

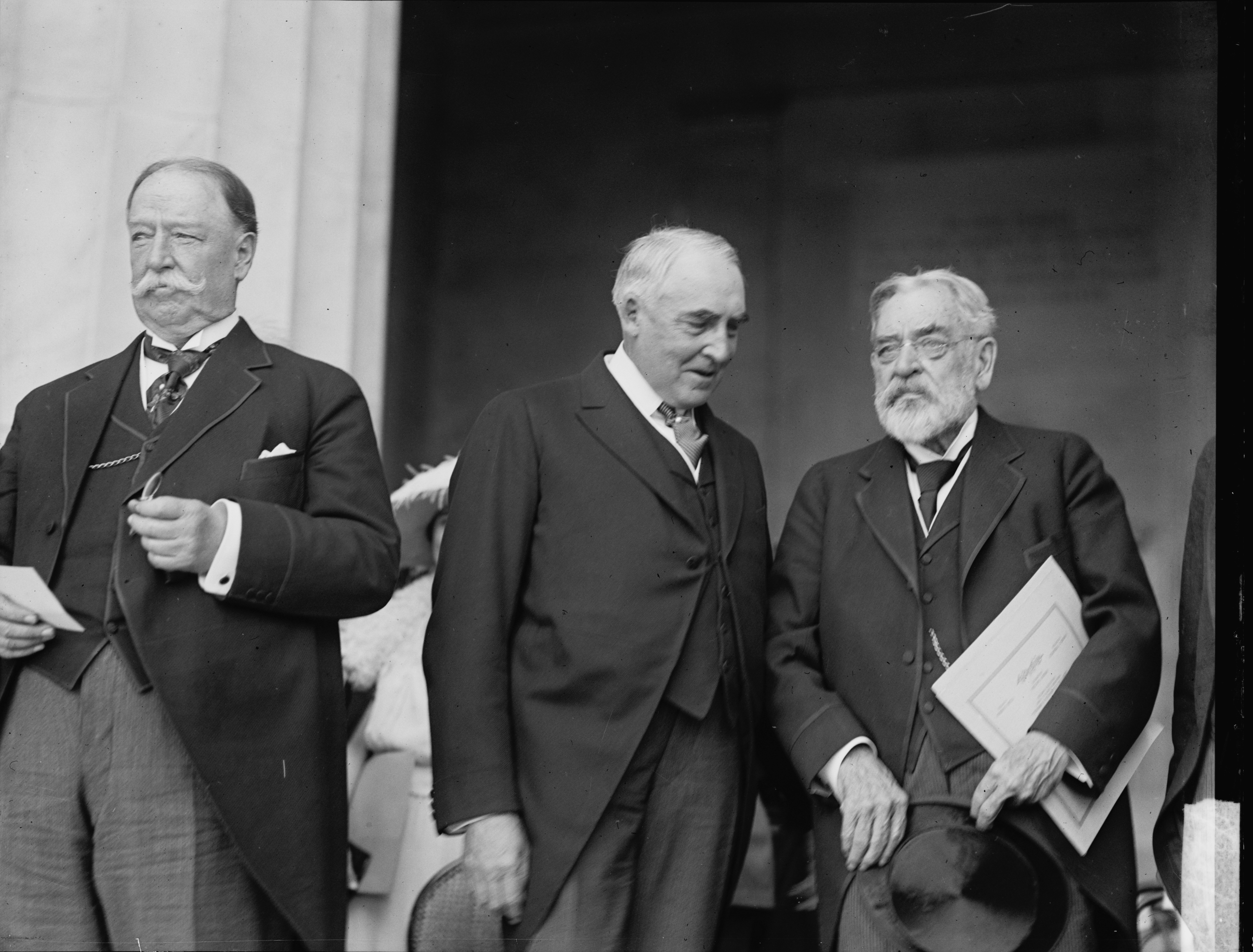
Harding (en el centro) con el presidente del Tribunal Supremo Taft (izquierda) y Robert Lincoln en la inauguración del monumento a Lincoln el 30 de mayo de 1922

Harding condenó los linchamientos en su discurso al Congreso de abril de 1921 y luego apoyó el proyecto de ley del diputado Leonidas Dyer contrario a ellos que fue aprobado por la Cámara Baja en enero de 1922. Cuando la ley se debatió en el Senado en noviembre, sin embargo, fue bloqueada por los senadores demócratas sureños; Lodge la retiró para poder aprobar el subsidio a la venta de barcos que el presidente deseaba aprobar, aunque este también fue bloqueado. La población negra culpó al presidente de que la ley de Dyer no fuese promulgada; el biógrafo de Harding Murray afirmó que el interés del presidente por lograr los subsidios a la venta de barcos allanó su rechazo en el Senado.
El rechazo de la población a los inmigrantes, especialmente a los socialistas y comunistas, hizo que el Congreso aprobase la Ley de Inmigración de 1921, que el presidente promulgó el 19 de mayo y que sirvió como medida de urgencia para limitar la inmigración. La ley reducía la inmigración tolerada al 3 % de la población del mismo origen que ya residiese en los Estados Unidos, según los datos del censo de 1910. Esto hacía que no hubiese límite real a la inmigración de origen alemán o irlandés, pero sí impedía la llegada de italianos y judíos del este de Europa. Harding y el secretario de Trabajo James Davis creían que la ley tenía que aplicarse con consideración y, por recomendación de este, el presidente permitió que un millar de personas que la ley obligaba a deportar permaneciesen en los Estados Unidos. El sucesor de Harding, Coolidge, promulgó en 1924 una ley que limitó permanentemente el número de inmigrantes que admitía el país.

#### Debs y los prisioneros políticos
El adversario socialista de Harding en las elecciones de 1920, Eugene Debs, estaba en la cárcel de Atlanta, condenado a diez años de prisión por oponerse públicamente a la guerra. Wilson se había negado a amnistiarlo durante su mandato. Daugherty fue a ver a Debs, y quedó muy impresionado. A perdonarlo se oponían tanto algunos veteranos y la Legión Estadounidense como la propia esposa del presidente. Este pensaba que no podría permitir que Debs saliese de la cárcel hasta que la guerra concluyese formalmente, con la firma de los tratados de paz; cuando esto sucedió, conmutó la pena de Debs el 23 de diciembre de 1921. Debs lo visitó en la Casa Blanca antes de regresar a su casa de Indiana, invitado por el presidente.
Harding liberó a otros veintitrés opositores a la guerra al mismo tiempo que a Debs, y siguió revisando y perdonando a otros prisioneros políticos durante el resto de su presidencia. Defendió estas medidas afirmando que eran necesarias para que el país recuperase la normalidad.

#### Nombramientos judiciales
Harding nombró a cuatro jueces del Tribunal Supremo de los Estados Unidos. Cuando el presidente del tribunal, Edward Douglass White, falleció en mayo de 1921, Harding dudó entre conceder la vacante al expresidente republicano Taft o al antiguo senador de Utah George Sutherland, ya que a los dos les había prometido un puesto en el tribunal. Tras sopesar efímeramente que surgiese otra plaza para nombrar a los dos a la vez, optó por dar la presidencia del tribunal a Taft. Sutherland ingresó en el tribunal en 1922; luego lo hicieron otros dos jueces conservadores, Pierce Butler y Edward Terry Sanford, en 1923.
Harding también nombró seis jueces de las Cortes de Apelaciones de Estados Unidos, cuarenta y dos de Cortes de Distrito de los Estados Unidos y dos del Tribunal de Aduanas.

#### Relación con el Parlamento
La gran mayoría obtenida en las Cámaras legislativas por los republicanos no favoreció, paradójicamente, a Harding. Al no ser necesario que los parlamentarios votasen en consuno para mantener la ventaja del partido frente a los demócratas, se reforzó la aparición de grupos de intereses y de agrupaciones regionalistas. Una de las agrupaciones más importantes era la de los parlamentarios que representaban a las zonas rurales, que estaban perdiendo importancia con la urbanización e industrialización del país y a las que afectaba gravemente el exceso de producción y la mengua de los precios de los productos agrícolas. Este grupo, que solía reunir al menos ciento veinte votos en el Senado, abogaba por la concesión de subsidios agrarios y por el aumento de los aranceles para estorbar las importaciones y a menudo se oponía a las medidas propugnadas por Wall Street y las grandes empresas del noreste. La actitud de los conservadores demócratas sureños era similar. Los republicanos, en conjunto, solían defender por el contrario los intereses de los financieros e industriales. El grupo progresista republicano, sin embargo, había perdido poder a comienzo de la década, aunque se opuso denodadamente al programa conservador de sus antiguos correligionarios.
Los intentos de Harding por colaborar con el Parlamento fracasaron. Este veía toda intervención del presidente como una intrusión que recordaba a la actitud de su predecesor Wilson. Pese a la amplia ventaja de la que los republicanos gozaban en las Cámaras, Harding no pudo contar con un apoyo claro y automático para sus medidas en el Parlamento. De hecho, los jefes del partido en este esperaban socavar el poder presidencial y fortalecer el parlamentario. Cuando el presidente falleció inopinadamente en agosto de 1923, las relaciones entre el Gobierno y el Parlamento eran tensas.

### Últimos meses de vida

#### Contratiempos y viaje por el oeste

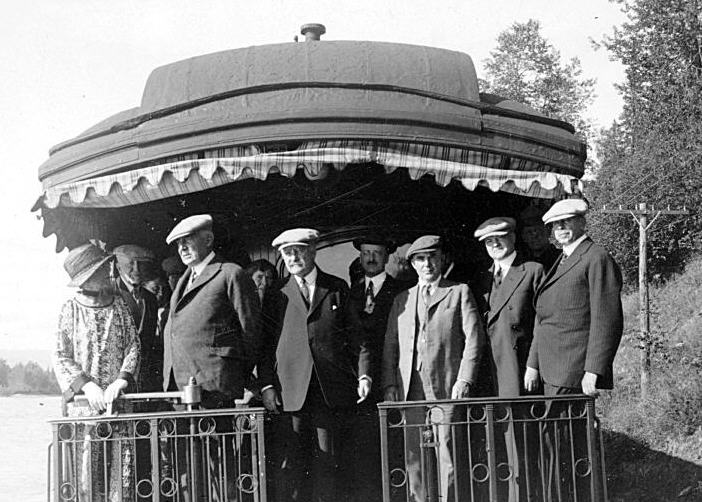
Harding en el tren presidencial en Alaska, acompañado de sus ministros Hoover, Wallace, Work y de su esposa.

Cuando llegaron las elecciones parlamentarias de 1922, a mitad del mandato presidencial, los republicanos habían cumplido muchas de sus promesas. Algunas de ellas, como la reducción de los impuestos a los ricos, no tenían tirón con el electorado. La economía aún no había recobrado la normalidad, el desempleo todavía afectaba al 11 % de la población activa y los sindicatos estaban disgustados por el resultado de las huelgas. De los trescientos tres diputados de 1920, el partido no pudo mantener más que doscientos veintiuno, frente a los doscientos trece de los demócratas. En el Senado, perdieron ocho escaños y se quedaron con cincuenta y un escaños de los noventa y seis de la Cámara.
En una sesión del Parlamento saliente reunida un mes después de las elecciones, el presidente trató en vano de que se aprobase el subsidio naval que deseaba obtener para facilitar la venta de los barcos construidos durante la guerra. Cuando cesaron las sesiones parlamentarias en marzo de 1923, la percepción popular del presidente volvió a mejorar. La economía se estaba recuperando y los proyectos de los mejores ministros (Hughes, Mellon y Hoover) estaban comenzando a fructificar. La mayoría de los republicanos creía que Harding era el único candidato del partido con posibilidades de ganar las elecciones del año siguiente.
En el primer semestre de 1923, dos actos de Harding permitieron luego afirmar que sabía que estaba moribundo: vendió el Star (aunque quedaría como colaborador del diario durante los diez años siguientes al fin de su mandato) y redactó un nuevo testamento. Harding tenía un largo historial de enfermedades, y cuando gozaba de buena salud solía comer, beber y fumar en exceso. Para 1919 ya sabía que padecía del corazón. La tensión del cargo y la preocupación por la mala salud de su esposa (aquejada de una enfermedad renal crónica) le debilitaron y nunca llegó a recuperarse del todo de una gripe que contrajo en enero de 1923. Harding, jugador empedernido de golf, era ya incapaz de completar un circuito sin agotarse. En junio, el senador de Ohio Willis se reunió con el presidente, pero solo pudo tratar con él dos de los cinco asuntos que deseaba, ya que este estaba exhausto.
Ese mismo mes, Harding emprendió una gira que denominó «de comprensión». El presidente pretendía cruzar el país, viajar al territorio de Alaska, recorrer la costa occidental hacia el sur, cruzar el canal de Panamá, visitar Puerto Rico y estar de vuelta en la capital a finales de agosto. Al presidente le entusiasmaban los viajes y hacía tiempo que sopesaba visitar Alaska. La gira le permitiría dar discursos por todo el país, adelantarse a la campaña de 1924 y al tiempo descansar lejos del bochorno de la capital.
El calendario del presidente era bastante apretado, pese a que había pedido a sus asesores que redujesen las actividades previstas. En Kansas, Harding habló sobre los problemas de transporte; en Hutchinson, Kansas, de agricultura. En Denver, sobre la prohibición de bebidas alcohólicas; el viaje siguió con una serie de discursos que solo igualó más tarde Franklin Roosevelt. Además de la serie de discursos, el presidente visitó el Parque nacional de Yellowstone y el parque nacional Zion, y descubrió un monumento en la Senda de Oregón dedicado a los pioneros.
El 5 de julio, se embarcó en el USS Henderson en el estado de Washington, rumbo a Alaska. Fue el primer presidente en visitar el territorio, que contempló largamente desde el barco. Tras varias escalas, desembarcó en Seward y subió al ferrocarril central de Alaska para acudir a McKinley Park y a Fairbanks, donde dio un discurso ante mil quinientas personas en un día bochornoso. La comitiva presidencial tenía previsto regresar a Seward por la senda Richardson, pero el cansancio del presidente hizo que lo hiciese en tren.
El 26 de julio, Harding visitó Vancouver, en la Columbia británica; fue el primer presidente estadounidense en visitar Canadá. Lo recibieron el primer ministro de la región y el alcalde de la ciudad y dio un discurso ante cincuenta mil personas. Dos años después de su muerte, se le dedicó un monumento en Stanley Park. Harding fue a un campo de golf cercano a la ciudad, pero a los seis hoyos tuvo que abandonar el juego, agotado. Trató de ocultar su cansancio jugando los últimos hoyos del circuito, pero no lo logró; un periodista comentó que parecía tan extenuado que unos días de descanso no bastarían para que se recuperase.
Al día siguiente, Harding se hallaba en Seattle, de nuevo abrumado de actividades: dio un discurso ante veinticinco mil personas en el estadio de la ciudad, en la Universidad de Washington. En el último discurso de su vida (el previsto para San Francisco fue luego publicado en la prensa), Harding vaticinó que Alaska obtendría la categoría de estado. Trató de acabar cuanto antes el discurso y se retiró antes de recibir los aplausos de los que le escuchaban.

#### Muerte en San Francisco, funeral y mausoleo

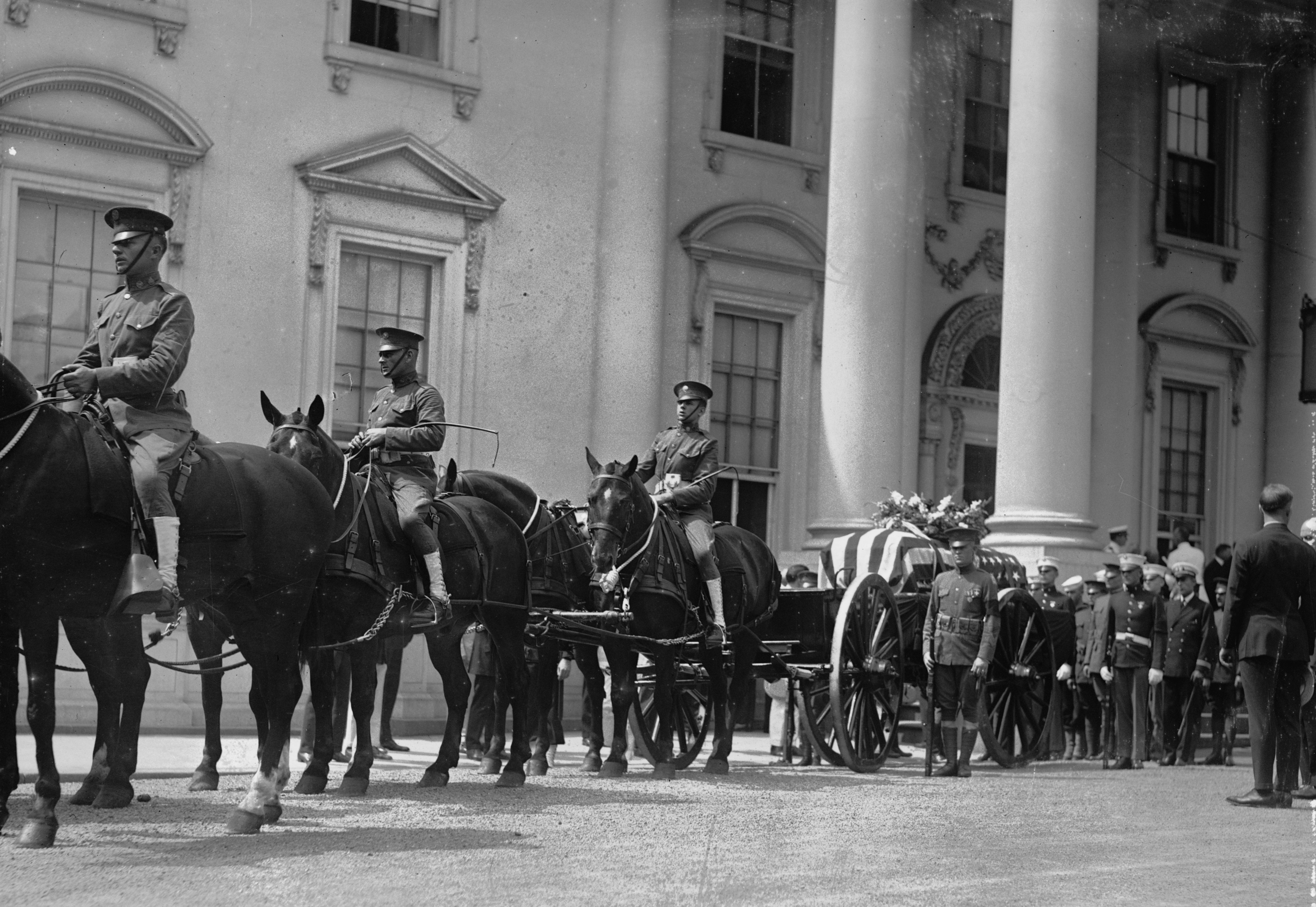
El cortejo fúnebre de Harding, ante la Casa Blanca.

Harding se acostó temprano la noche del 27 de julio de 1923, pero durante la noche llamó a su médico, Charles E. Sawyer, quejándose de dolores en el abdomen. Sawyer creyó que eran problemas digestivos, que ya había sufrido anteriormente, pero el doctor Joel T. Boone sospechó que era un problema cardiaco. Al día siguiente, camino de San Francisco, el presidente se sentía mejor e insistió en caminar desde el tren al coche que le esperaba en la estación para llevarle al hotel Palace, donde sufrió una recaída. Los médicos averiguaron entonces que Harding no solo sufría problemas cardíacos, sino que también estaba enfermo de neumonía, que por entonces era una enfermedad grave, por la falta de tratamiento antibiótico. Se le administraron cafeína y digitalis y Harding pareció sentirse mejor. Hoover se encargó de enviar a la prensa el discurso presidencial sobre la conveniencia de ingresar en el Tribunal Internacional, que fue bien recibido, para satisfacción del presidente. La tarde del 2 de agosto el enfermo parecía en mejor estado y los médicos le permitieron incorporarse en la cama. Esa tarde, mientras su esposa le leía un artículo laudatorio para con su persona del The Saturday Evening Post, Harding comenzó a sentir convulsiones y falleció de fallo cardiaco, pese a los intentos de los médicos por reanimarlo.

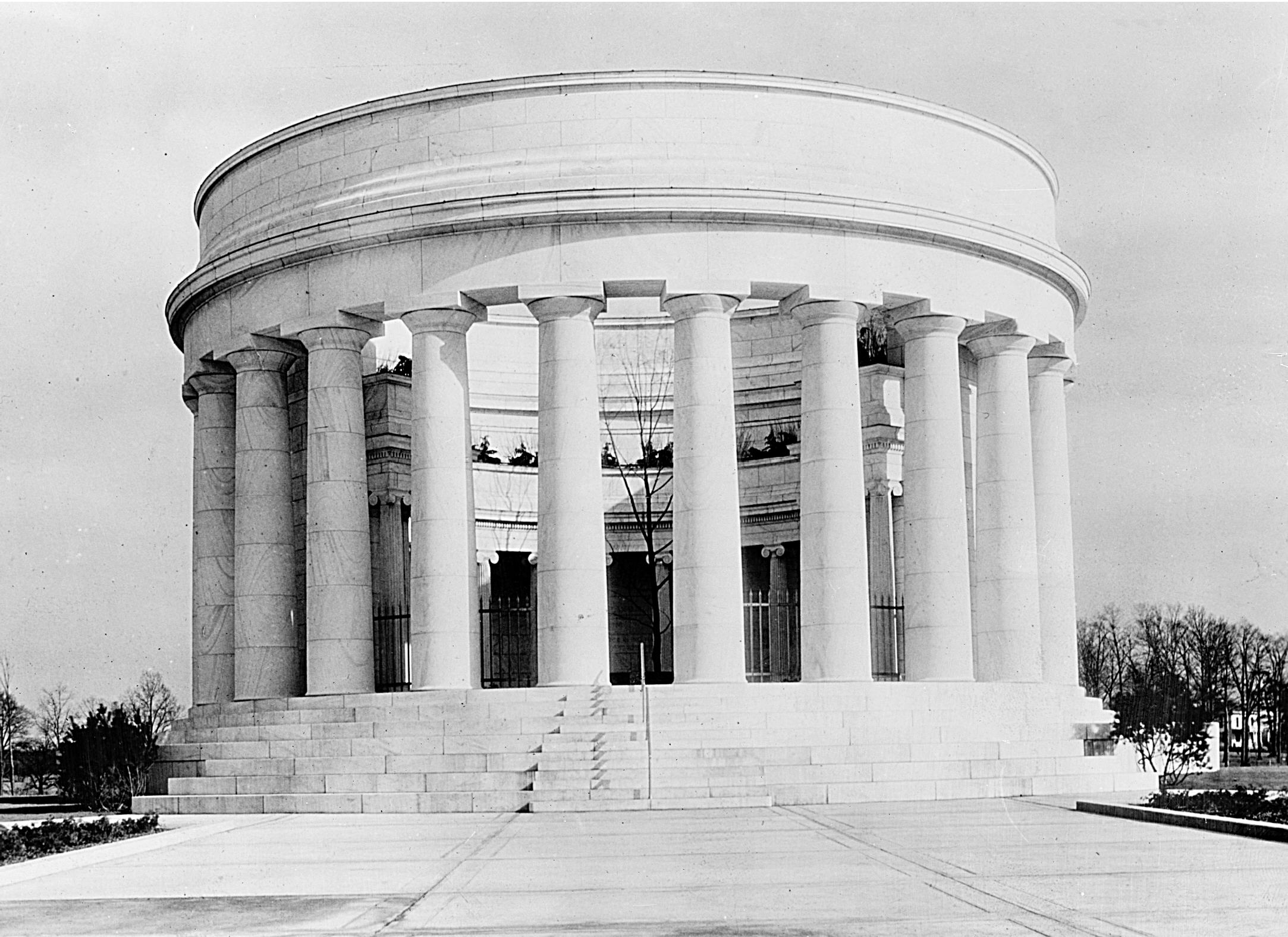
La tumba de Harding en Marion

La muerte de Harding causó gran conmoción en el país. El presidente era querido y admirado y la prensa y el público habían seguido con atención su enfermedad y habían creído que la había superado. El féretro de Harding viajó en el mismo tren en el que él lo había hecho en vida, de vuelta a la costa este, recorrido que cubrió detalladamente la prensa. Nueve millones de personas acudieron a ver pasar el tren en su largo viaje desde San Francisco hasta Washington D. C., y luego hasta Marion, donde el difunto presidente recibió sepultura.
Una vez llegado a Marion, el ataúd se colocó en un armón que atravesó la ciudad, pasando por la sede del Star hasta el cementerio de la ciudad; en el cortejo fúnebre, además de la esposa y el padre del fallecido, se encontraba el presidente Coolidge y el presidente del Tribunal Supremo y expresidente, Taft. En 1931 el cadáver de Harding y el de su esposa —que falleció en 1924— se trasladaron al mausoleo que les dedicó el entonces presidente Hoover.

### Escándalos
Harding concedió cargos a una serie de amigos y conocidos. Si bien algunos, como Charles E. Sawyer, su médico de Marion que siguió siéndolo en Washington, desempeñaron sus labores concienzudamente, no fue el caso de todos ellos. Sawyer advirtió al presidente del escándalo de la Oficina de Veteranos de Guerra. Otros, sin embargo, tuvieron una actuación mucho menos brillante, como Daniel R. Crissinger, un abogado de Marion al que Harding nombró supervisor de la fábrica de la moneda (Comptroller of the Currency), el gobernador de la Reserva Federal o el director de la Casa de Moneda de los Estados Unidos Frank Scobey. El cuñado del presidente, Heber H. Votaw, superintendente de las cárceles federales, no fue capaz de eliminar el tráfico de drogas de ellas. Otros de los allegados del presidente resultaron ser unos corruptos a los que se apodó luego la «banda de Ohio».

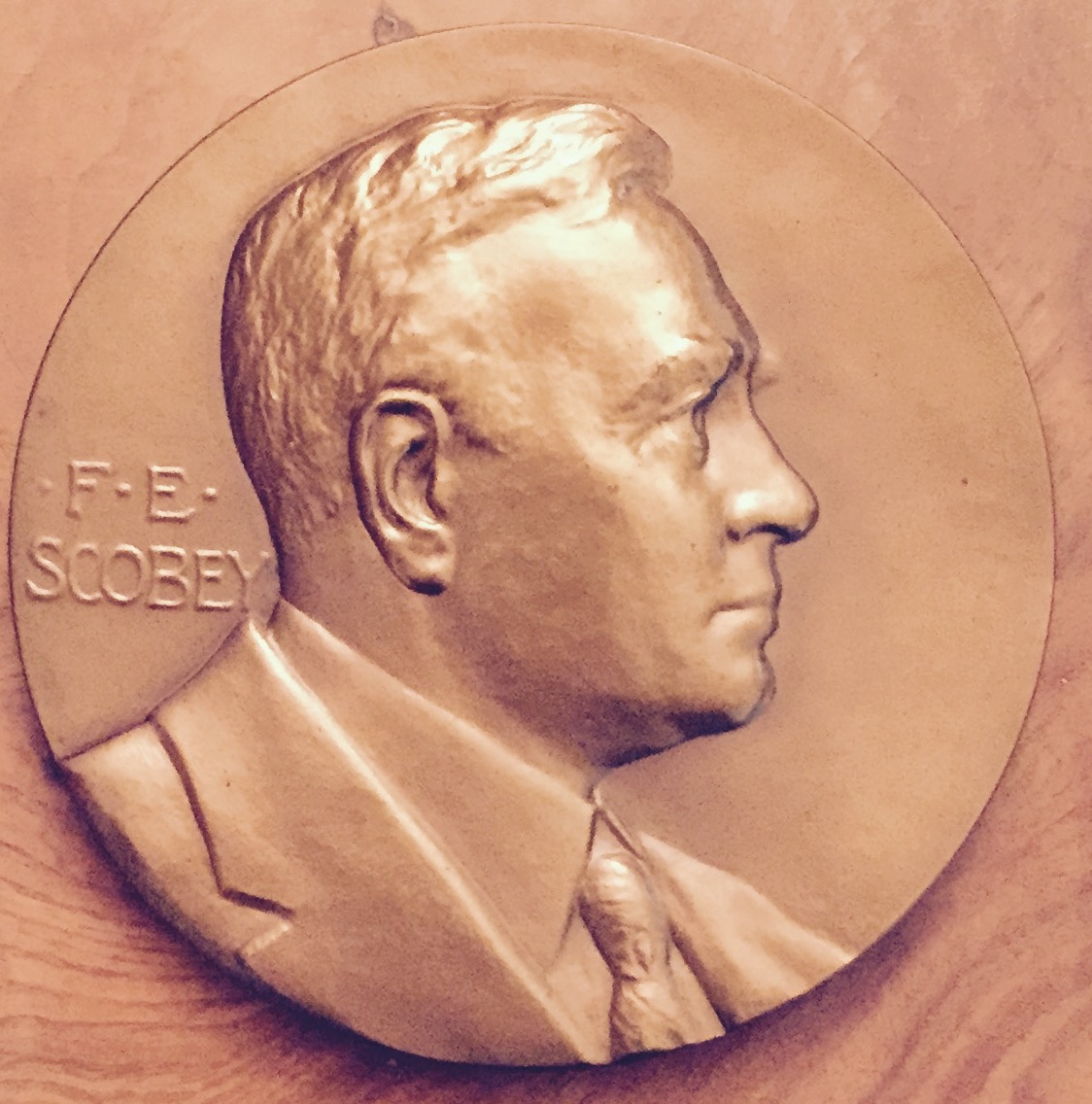
Harding nombró a su amigo Frank E. Scobey director de la Casa de Moneda de los Estados Unidos.

La mayoría de los escándalos que empañaron el mandato de Harding se conocieron en realidad tras la muerte de este. El de la Oficina de Veteranos lo conoció el presidente en enero de 1923, pero, según Trani y Wilson, no supo gestionarlo adecuadamente. Harding permitió que el corrupto director de la oficina, Charles R. Forbes, huyese a Europa; este luego regresó al país y fue enviado a prisión. Harding también sabía que el representante de Daugherty en el Departamento de Justicia, Jess Smith, esta involucrado en casos de corrupción. Ordenó a Daugherty que expulsase a Smith de la capital y que no le permitiese participar en el inminente viaje presidencial a Alaska. Smith se suicidó el 30 de mayo de 1923. Se ignora, sin embargo, qué sabía exactamente el presidente de sus actividades delictivas. Murray indica en su obra sobre Harding que el presidente no había participado en ellas y que no las toleró.
Hoover acompañó a Harding en su viaje al oeste y más tarde escribió que durante el periplo este le preguntó qué haría si descubriese un posible escándalo de importancia, si lo acallaría o lo había público. Hoover le respondió que debía hacerlo público y granjearse así fama de íntegro, y le solicitó detalles. Harding le confió que el escándalo afectaba a Smith, pero, cuando Hoover le preguntó si Daugherty estaba implicado, el presidente se negó a responderle.

#### Escándalo de Teapot Dome

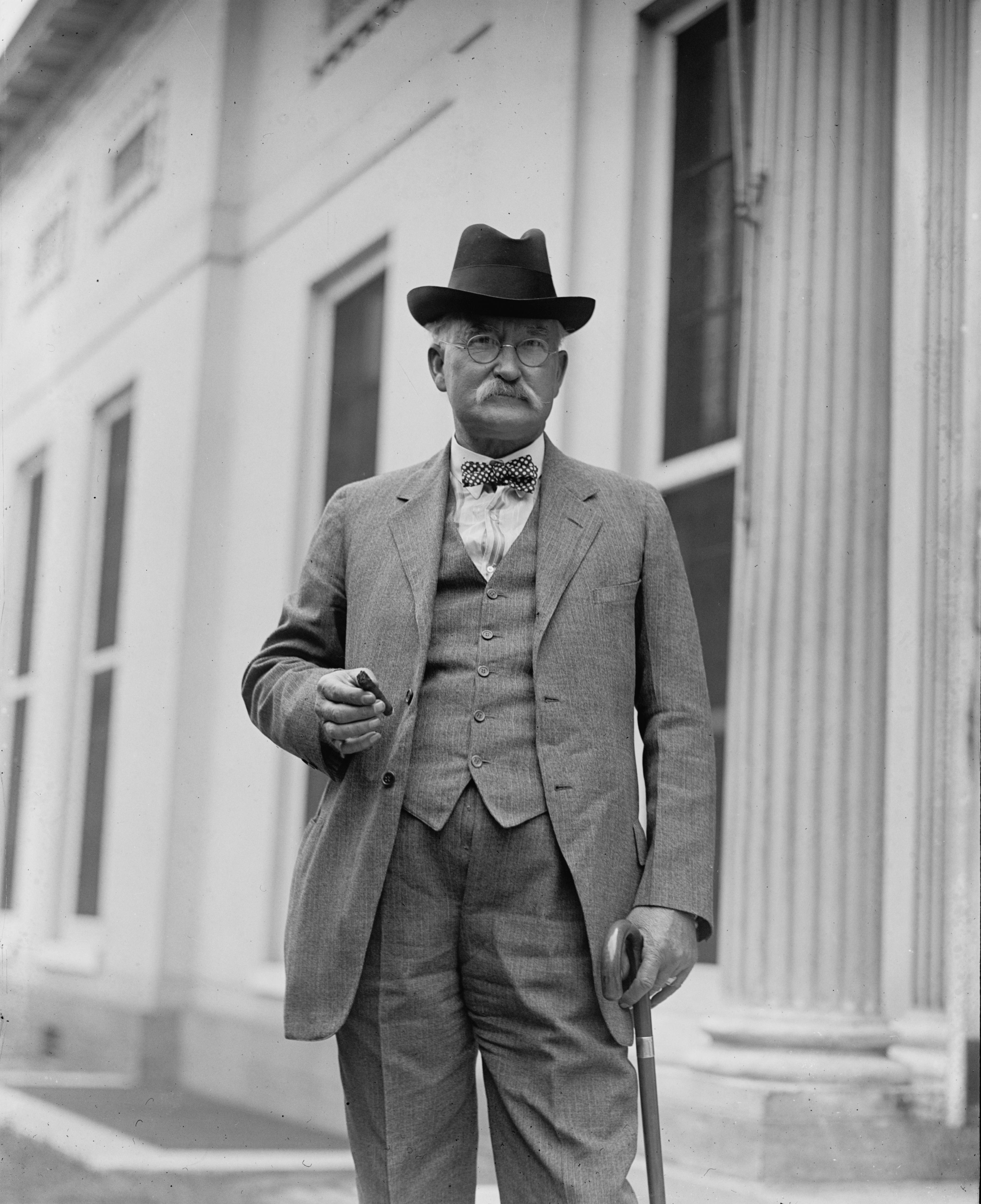
Albert B. Fall, el primer secretario del Interior de Harding y el primero de sus ministros en ser encarcelado por los delitos cometidos en el ejercicio del cargo.

El escándalo que quizá más haya perjudicado la reputación de Harding fue el del Teapot Dome. Como casi todos los escándalos de su mandato, se conoció tras su muerte y él desconoció la actividad ilegal de los delincuentes. Este escándalo se centró en unas tierras de Wyoming, Teapot Dome, que contaban con yacimientos petrolíferos y que pertenecían a las reservas estratégicas de la Armada. Durante años, se había sopesado si se debían explotar, pese a que se guardaban teóricamente para casos de crisis nacional; el primer secretario del Interior del presidente Wilson, Franklin Knight Lane, deseaba hacerlo. Cuando Harding tomó posesión de la Presidencia, su secretario del Interior, Fall, adoptó la posición de su predecesor en el cargo; en consecuencia, el presidente dio orden en mayo de 1921 de que las reservas de la Armada pasasen a depender del Ministerio del Interior. El secretario de Marina Edwin C. Denby aprobó el traspaso.
En julio, el Ministerio del Interior anunció que se le había concedido a Edward Doheny un permiso para explotar las tierras que bordeaban la reserva naval de Elk Hills, en California. El anuncio no causó oposición alguna, porque si no se hubiese extraído el petróleo de la reserva, este hubiese pasado a los pozos de las fincas privadas colindantes. Al senador de Wyoming John Kendrick, algunos de sus votantes le habían informado que también se había hecho una concesión de explotación de la reserva de Teapot, aunque esta no se había anunciado oficialmente. El Ministerio del Interior se negó a entregarle documentación alguna sobre la supuesta concesión, por lo que el senador tuvo que obtener una orden del Senado para conseguirla. El ministerio envió una copia de la concesión a la Mammoth Oil Company de Harry Sinclair y aclaró que no había habido concurso debido a que la concesión incluía ciertas contrapartidas para la Armada que la concesionaria se había comprometido a realizar (construir depósitos de petróleo para la Armada). Aunque la información satisfizo a algunos, otros, entre ellos los conservacionistas Gifford Pinchot y Harry A. Slattery, exigieron que se realizase una detallada investigación de la actuación de Fall. Lograron que el senador de Wisconsin Robert M. La Follette Sr. pusiese en marcha unas pesquisas en el Senado sobre las concesiones petrolíferas del ministerio. La Follette convenció al senador demócrata de Montana Thomas J. Walsh para que dirigiese la investigación y este se encargó de revisar la copiosa documentación del ministerio, que incluía una carta en la que el presidente afirmaba conocer y aprobar las concesiones de explotación.
Los testimonios sobre el caso comenzaron en octubre de 1923, tras el fallecimiento del presidente. Fall había abandonado el cargo ese mismo año y mantuvo que no había recibido dinero ni de Sinclair ni de Doheny; afirmación que Sinclair confirmó. En noviembre, sin embargo, Walsh se enteró de que Fall había ampliado a todo lujo su rancho de Nuevo México. Fall volvió a testificar y afirmó que el dinero que estaba gastando provenía de un empréstito que había recibido del amigo del difunto presidente y redactor del The Washington Post Edward B. McLean, pero este lo negó. Por su parte, Doheny declaró ante el comité que había entregado dinero en metálico a Fall, como préstamo personal por la antigua relación entre ambos; cuando se convocó nuevamente a Fall, este se escudó en la Quinta Emienda para no responder preguntas que podrían haberlo incriminado.
Los investigadores descubrieron que tanto Fall como un familiar suyo habían recibido unos cuatrocientos mil dólares de Doheny y Sinclair, y las entregas de dinero coincidían con las concesiones petrolíferas. Fall fue finalmente condenado a prisión por soborno en 1929; en 1931 fue el primer ministro estadounidense al que se encarceló por delitos cometidos en el ejercicio del cargo. A Sinclair se le condenó únicamente por desacato y corrupción del jurado. A Doheny se lo juzgó en abril de 1930 por sobornar a Fall, pero fue absuelto, pese a la condena de Fall.

#### Escándalo del Ministerio de Justicia

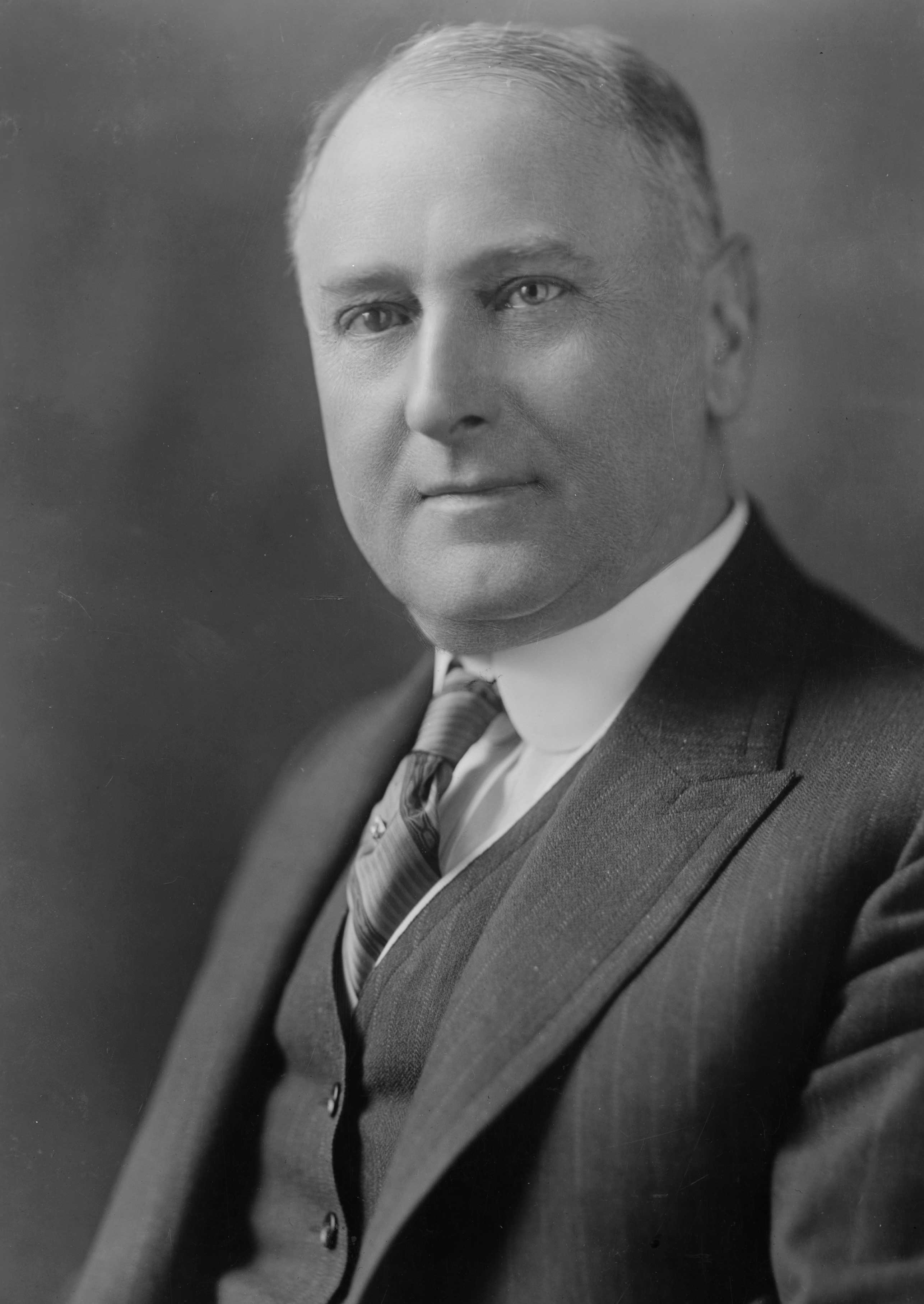
Harry M. Daugherty, envuelto en los escándalos del mandato de Harding, nunca fue condenado por delito alguno.

La elección de Harding de Harry M. Daugherty para el puesto de fiscal general fue el que desató mayores críticas de entre todos sus nombramientos. El historial de Daugherty en la política de Ohio, como muñidor, no parecía el acertado para el cargo. Cuando estallaron escándalos en 1923 y 1924, sus numerosos enemigos pensaron que podrían involucrarle en ellos, y dieron por supuesto que había participado en los manejos del Teapot Dome, pese a las malas relaciones entre él y Fall. En febrero de 1924, el Senado aprobó investigar al Ministerio de Justicia, al que Daugherty pertenecía en calidad de fiscal general.
El senador demócrata de Montana Burton K. Wheeler pertenecía al comité que llevaba a cabo las pesquisas y se encargó de las labores de fiscal en los testimonios que comenzaron el 12 de marzo de 1924. Jess Smith había intercambiado favores con la ayuda de otros dos oriundos de Ohio, Howard Mannington y Fred A. Caskey; habían aceptado sobornos de contrabandistas de licores para proteger a estos y cederles mercancía incautada. La casa de Mannington y Caskey se hizo famosa como la «casita verde de la calle K», centro de la corrupción gubernamental. Algunos de los testigos que declararon ante el comité, como la exesposa de Smith, Roxy Stinson, y el antiguo agente de FBI, expulsado por corrupción, Gaston Means, afirmaron que Daugherty había participado en los amaños. Coolidge solicitó la dimisión de Daugherty cuando este se negó a entregar documentos del ministerio al comité investigador; Daugherty cesó efectivamente el 28 de marzo de 1924.
El delito que causó mayores problemas a Daugherty fue un pacto que Smith había hecho con el coronel Thomas W. Miller, antiguo diputado de Delaware al que Harding había nombrado custodio de las propiedades de ciudadanos de naciones enemigas (Alien Property Custodian). Smith y Miller habían recibido un soborno de casi medio millón de dólares a cambio de obtener la posesión de una empresa alemana, la American Metal Company. Smith depositó cincuenta mil dólares en una cuenta conjunta con Daugherty, que se utilizaba para tareas políticas. Daugherty y su hermano destruyeron los registros de la cuenta. Miller y Daugherty fueron acusados de fraude. En el primer juicio, celebrado en septiembre de 1926, el jurado no alcanzó ningún veredicto; en el segundo, ocurrido a comienzos de 1927, Miller fue condenado y enviado a prisión, pero de nuevo el jurado no pudo ponerse de acuerdo sobre la culpabilidad o inocencia de Daugherty. Se retiraron los cargos contra él y nunca fue condenado por delito alguno, pero su negativa a declarar en la investigación hundió su reputación. El exfiscal general, sin embargo, siguió sin admitir culpa alguna y acusó de sus problemas a los sindicatos y a los comunistas.

#### Escándalo de la Oficina de Veteranos de Guerra

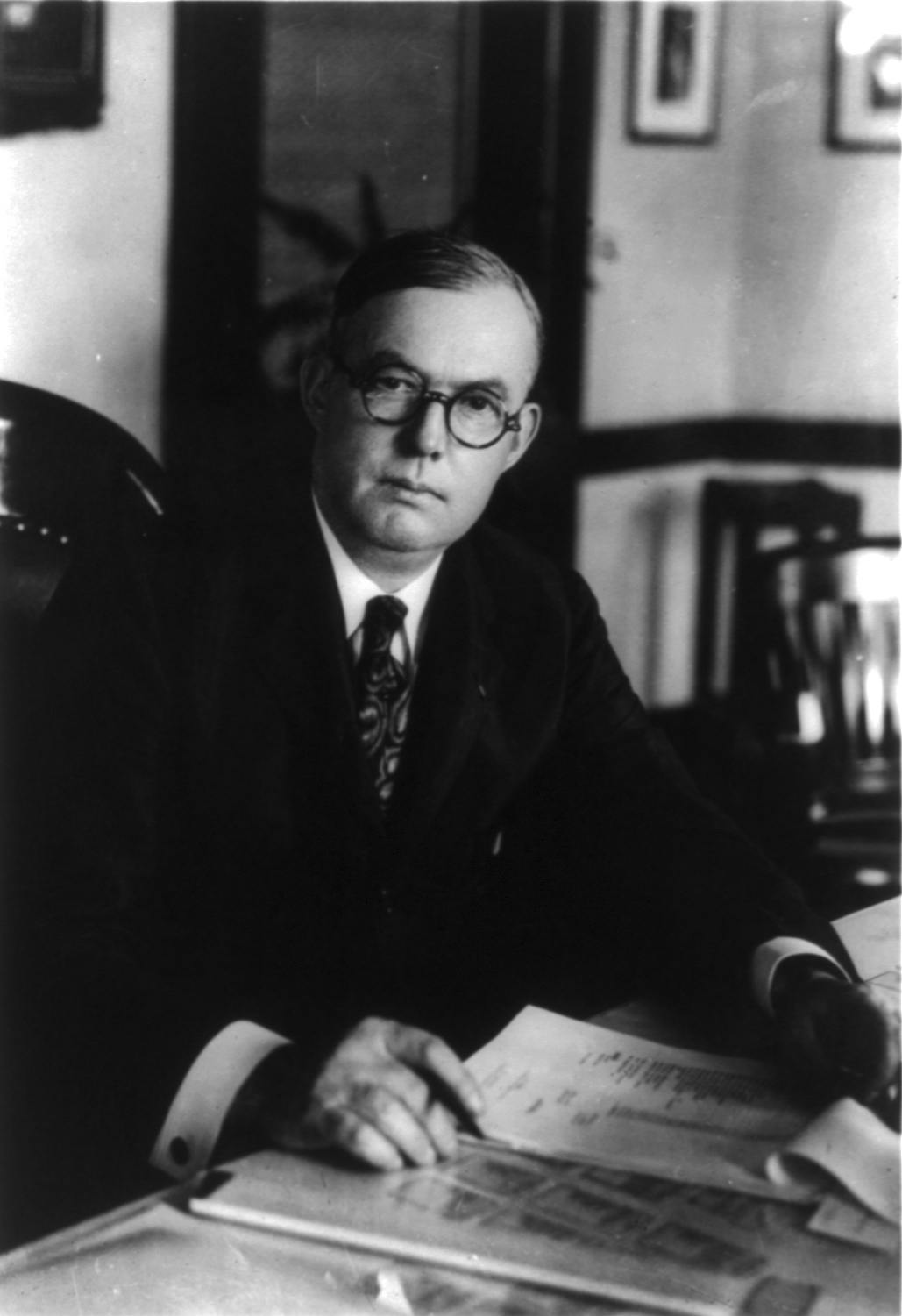
Charles R. Forbes, director de la oficina de veteranos de guerra, que fue encarcelado por fraude y cohecho.

Charles R. Forbes, director de nueva la Oficina de Veteranos de Guerra —creada en agosto de 1921 mediante la unión de otros organismos—, trató de que fuese este organismo el que administrase la gestión y la construcción de los nuevos hospitales de veteranos, necesarios para atender a los heridos en la guerra. Al principio del mandato de Harding, el encargado de estas actividades era el Departamento del Tesoro. La Legión Americana, muy influyente en la política estadounidense, respaldó a Forbes y criticó acerbamente a sus adversarios, como Mellon; en abril de 1922, Harding accedió a traspasar el control de los hospitales a la Oficina de Veteranos. La principal labor de Forbes a este respecto era la construcción de nuevos hospitales por todo el país que pudiesen atender a los trescientos mil heridos de la Primera Guerra Mundial.
A comienzos de 1922, Forbes conoció a Elias Mortimer, representante de la Thompson-Black Construction Company de San Luis, empresa que deseaba encargarse de la construcción de los nuevos hospitales para veteranos de guerra. Los dos forjaron una estrecha amistad y Mortimer sufragó los viajes de Forbes por el oeste, que este realizó para buscar emplazamientos para los hospitales. Forbes también era amigo de Charles F. Hurley, dueño de la Hurley-Mason Construction Company, sita en el estado de Washington. Harding había ordenado que la adjudicación de las obras de los hospitales se hiciese mediante concurso público, pero Forbes, Mortimer y Hurley acordaron que fuesen las compañías de estos últimos las que obtuviesen los contratos y entre los tres se repartiesen los beneficios que se obtuviesen de las obras. Parte del dinero lo recibió el principal asesor de la Oficina de Veteranos de Guerra, Charles F. Cramer. Forbes cometió fraude y cohecho en la adjudicación de las obras, al aumentar el coste por cama de tres a cuatro mil dólares. Los delincuentes se reservaron el diez por ciento de las infladas cuentas y Forbes recibió un tercio de esta cantidad. El trío obtuvo también beneficios de la compra fraudulenta de los terrenos necesarios para la edificación de los hospitales: Forbes autorizó la compra de una parcela en San Francisco que costaba menos de veinte mil dólares por ciento cinco mil. Al menos veinticinco mil de ellos fueron a parar a manos de Forbes y Cramer.
Decidido a seguir enriqueciéndose fraudulentamente, en noviembre de 1922 Forbes comenzó a vender suministros médicos de los hospitales a comercios de Perryville, Maryland. El Gobierno había creado grandes reservas de suministros hospitalarios durante la guerra mundial, que Forbes malbarataba ilegalmente a la empresa bostoniana Thompson and Kelly, al tiempo que su oficina compraba los mismos artículos a precios mucho mayores.
El doctor Sawyer, médico de Harding y presidente de la Junta Federal de Hospitales (Federal Hospitalization Board) fue quien denunció la actividad delictiva de Forbes. Sawyer alertó a Harding de que Forbes estaba vendiendo ilegalmente los suministros de hospital. Al principio el presidente se mostró incrédulo, pero en enero de 1923 Sawyer obtuvo pruebas de la malversación de Forbes. Harding, escandalizado —su reacción a los casos de corrupción en su Gobierno variaban entre la cólera y la resignación—, convocó a Forbes a la Casa Blanca y le exigió que dimitiese. Harding no deseaba que estallase un escándalo y permitió que Forbes huyese a Europa; una vez allí, este dimitió el 15 de febrero de 1923. Pese a los esfuerzos del presidente, los rumores que circulaban sobre las actividades de Forbes hicieron que el Senado ordenase dos semanas más tarde que se le investigase; a mediados de marzo, Cramer se suicidó.
Mortimer, ultrajado por la relación que Forbes había mantenido con su esposa, se avino a confesar el arreglo delictivo con el jefe de la Oficina de Veteranos de Guerra. El directivo de la empresa constructora fue el testigo principal del caso, que se celebró a finales de 1923, tras el fallecimiento de Harding. Forbes volvió de Europa para declarar, pero resultó poco convincente; en 1924, tanto él como John W. Thompson, de la Thompson-Black, fueron juzgados en Chicago por fraude y cohecho. Fueron declarados culpables y condenados a dos años de cárcel. Forbes ingresó en prisión en 1926; Thompson, que sufría problemas cardiacos, falleció antes de que se le pudiese aprisionar. Según Trani y Wilson, uno de los aspectos más controvertidos del mandato de Harding era que este se preocupaba más por la repercusión política de los escándalos que por su solución.